# Ford Mondeo
La Ford Mondeo est une automobile familiale produite par la filiale Ford Europe du constructeur Ford lancée en 1993 et succédant à la Sierra. La première génération a remporté le trophée européen de la voiture de l'année en 1994. La quatrième génération a été présentée en 2013.
Elle est également vendue en Amérique du Nord sous les noms de Ford Contour et Mercury Mystique jusqu'en 2000, puis en tant que Ford Fusion de 2013 à 2020.
Le nom de Mondeo est dérivé du nom latin, mundus (monde).

## Mondeo I (1993-2000)

### Phase 1 (1993-1996)

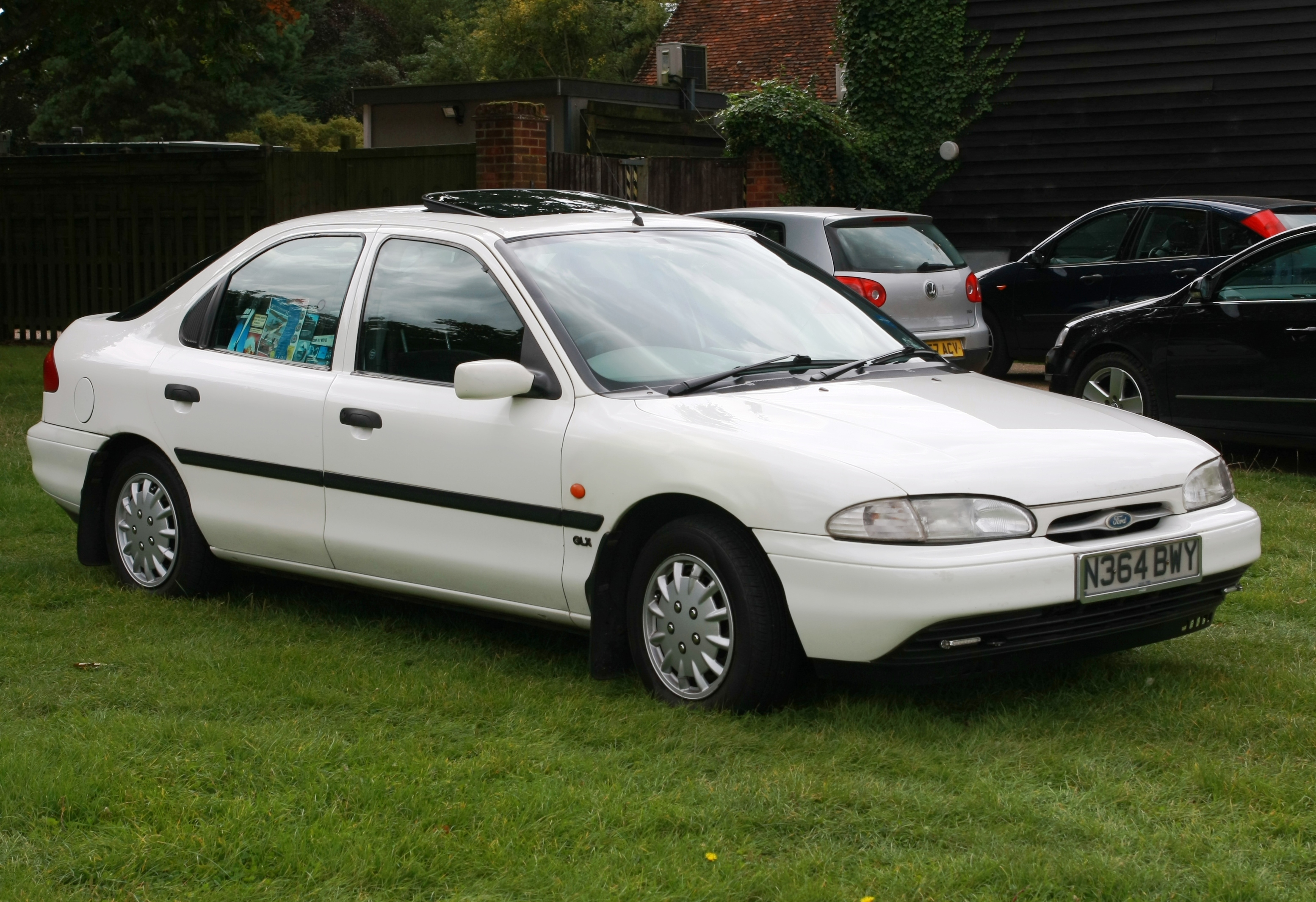
Ford Mondeo I

La Mondeo est fabriquée dans les usines Ford Genk en Belgique. Elle remplace la Ford Sierra en Europe et la Ford Telstar dans une grande partie de l'Asie et sur les autres marchés. Pendant ce temps, la Contour et Mercury Mystique remplacent la Ford Tempo et la Mercury Topaz en Amérique du Nord. Contrairement à la Sierra, la Mondeo est une traction. Initiée en 1986, la Mondeo (ou projet CDW27) a couté à Ford 6 milliards de dollars. C'était l'un des programmes les plus chers de Ford.
La voiture fut lancée au milieu des temps tumultueux où Ford Europe perdait des centaines de millions de dollars, tout en ayant la réputation dans la presse automobile de construire des voitures conçues par des comptables plutôt que par des ingénieurs. La quatrième génération de l'Escort de 1990 fut le sommet de cette philosophie de réduction des coûts/prix élevé. La tendance commença à s'inverser à ce moment-là chez Ford. La Sierra ne s'est pas aussi bien vendue que la Cortina lancée avant elle ; ses moteurs étaient archaïques et sa transmission arrière dépassée, donc les ventes diminuèrent rapidement.
Au moment de la sortie de la Mondeo, la clientèle traditionnellement fidèle de Ford s'était tournée vers la concurrence, et Ford Europe se devait de réussir le lancement de ce véhicule, tant sur le plan de la qualité que du prix. Environ un an après sa sortie, le break appelé Clipper fut lancé, spacieux et très logeable. Son lancement fut toutefois pénalisé par une motorisation Diesel de 90 ch peu performante et de technologie dépassée. La durabilité et la fiabilité de ce modèle firent cependant leurs preuves : il n'est pas rare de voir des véhicules de ce type affichant 300 000 voire 400 000 kilomètres sans beaucoup de problèmes techniques rencontrés. Les moteurs Turbo Diesel Endura-DE montés sur les Mondeo mk1 souffrent de gros problèmes de courroie de distribution, ce problème sera résolu à partir de l'année 1997.

#### Technologie
Les coûts astronomiques étaient dus au fait que les ingénieurs sont partis d'une page blanche et ont conçu et utilisé un tout nouveau moteur nommé Zetec. Toutes les nouvelles transmissions (manuelles et automatique) ainsi que la conception des suspensions ont été redessinées pour une meilleure tenue de route et un meilleur confort. La boîte automatique est contrôlée électroniquement avec une fonction Sport ou Économique par un interrupteur utilisé uniquement par Ford depuis 1983. La sécurité était prioritaire dans la Mondeo avec l'introduction d'airbags, barres de renforts latérales, prétensionneurs de ceinture de sécurité et l'ABS comme équipement de série. Par la suite[Quand ?], ont été rajoutés le correcteur d'assiette automatique, l'anti-patinage (sur le V6) et un pare-brise chauffant.

#### Moteurs
La gamme de moteur était composée en essence de moteurs Duratec, à commencer par le 1.8 16V en 90 et 115 ch, du 2.0 16V de 136 ch, du 2.5 V6 24V de 170 ch et enfin, sur la version sportive ST 200 du même 2.5 V6 mais gonflé à 200 ch.
L'offre en moteur essence était riche et bénéficiait de moteurs modernes et performants qui étaient tous équipés de l'injection multi-points, ce qui n'était pas le cas de l'offre Diesel. Celle-ci se résumait à un unique moteur, le 1.8 turbo Diesel développant seulement 90 ch alors que la concurrence proposait des mécaniques de plus de 120 ch ; il était équipé d'une technologie très peu moderne, à l'époque où l'injection directe et peu après la rampe commune était à son apogée. Ce turbo Diesel baptisé Endura-DE était équipé d'une injection indirecte et était d'une solidité incomparable et d'une grande fiabilité.

#### Moteurs de 1993 à 1996
| Modèle  | Années      | Type et Dénomination                               | Type et Dénomination | Cylindrée | Puissance             | Couple                 |
| ------- | ----------- | -------------------------------------------------- | -------------------- | --------- | --------------------- | ---------------------- |
| L1F     | 1993 - 1999 | 4 cyl. en ligne 16V                                | Zetec                | 1 597 cm3 | 89 ch à 5 250 tr/min  | 135 N m à 3 500 tr/min |
| RKA     | 1993 - 1996 | 4 cyl. en ligne 16V                                | Zetec                | 1 796 cm3 | 112 ch à 5 750 tr/min | 158 N m à 3 750 tr/min |
| NGA     | 1993 - 1996 | 4 cyl. en ligne 16V                                | Zetec                | 1 988 cm3 | 132 ch à 6 000 tr/min | 175 N m à 4 000 tr/min |
| NGA 4x4 | 1995 - 1996 | 4 cyl. en ligne 16V                                | Zetec                | 1 988 cm3 | 131 ch à 6 000 tr/min | 175 N m à 4 000 tr/min |
| SEA     | 1994 - 1998 | V6 24V                                             | Duratec              | 2 544 cm3 | 170 ch à 6 250 tr/min | 220 N m à 4 250 tr/min |
| RFN     | 1993 - 1997 | 4 cyl. en ligne 8V Turbo Garrett T03 + intercooler | 1.8 DIESEL TURBO     | 1 753 cm3 | 88 ch à 4 500 tr/min  | 178 N m à 2 000 tr/min |

### Phase 2 (1996-2000)

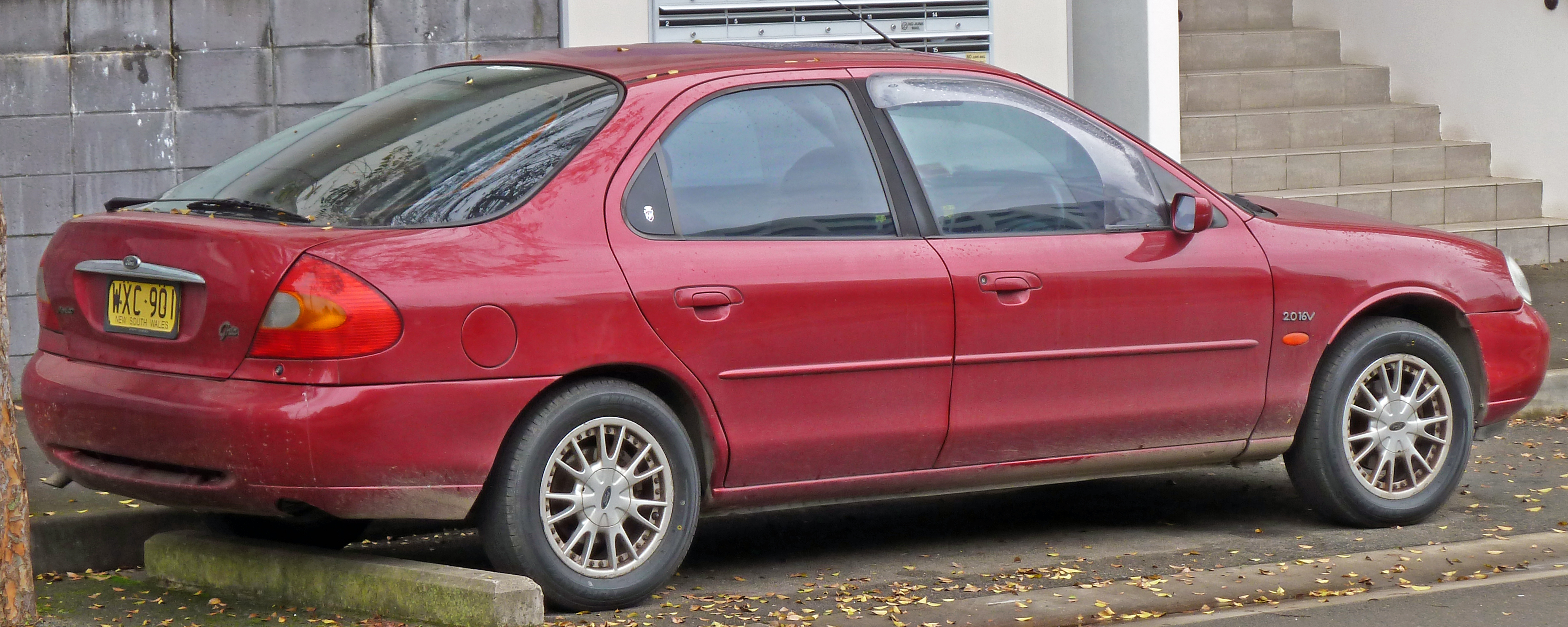
Ford Mondeo 5 portes (1996-2000)

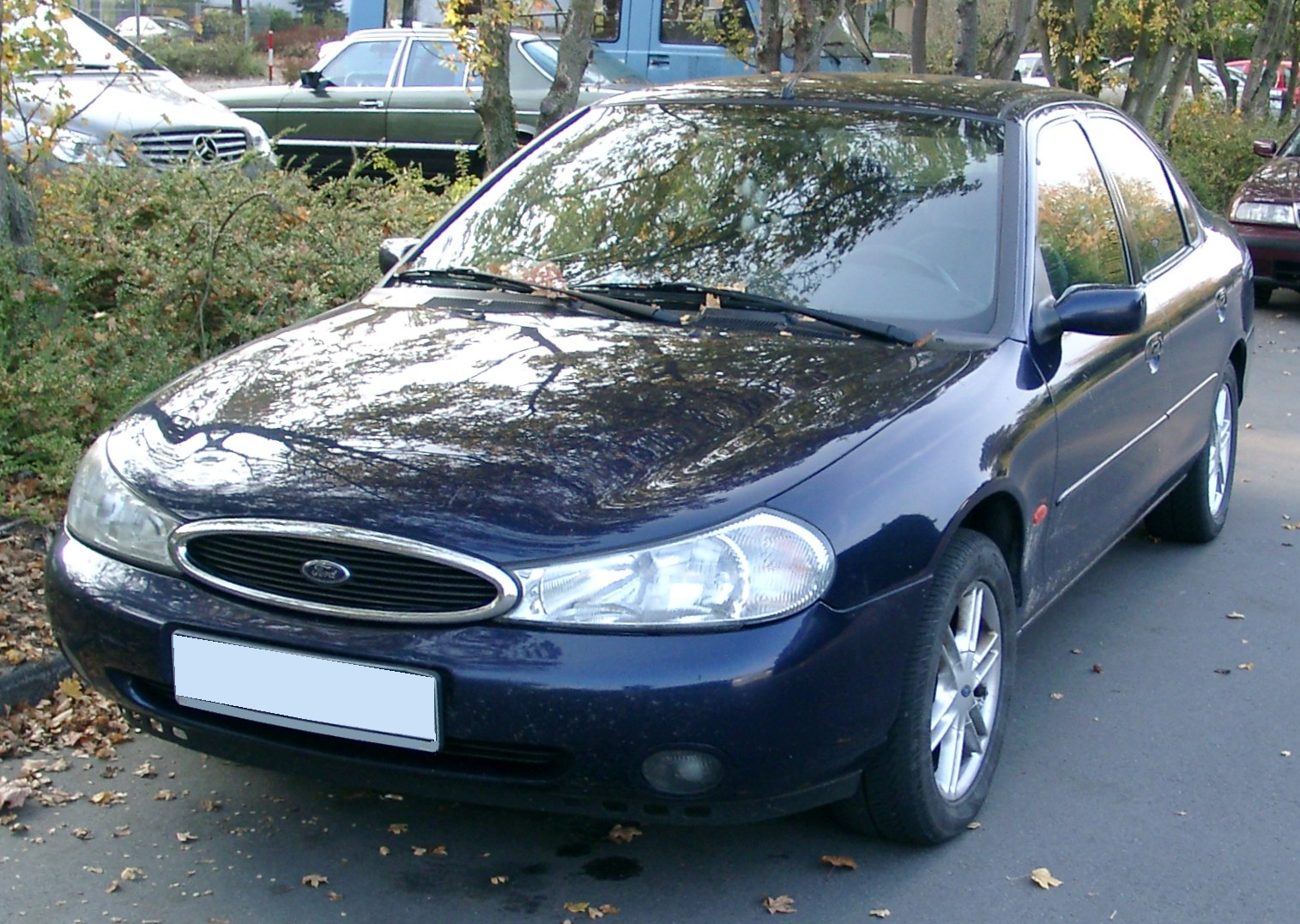
Ford Mondeo 5 portes (1996-2000)

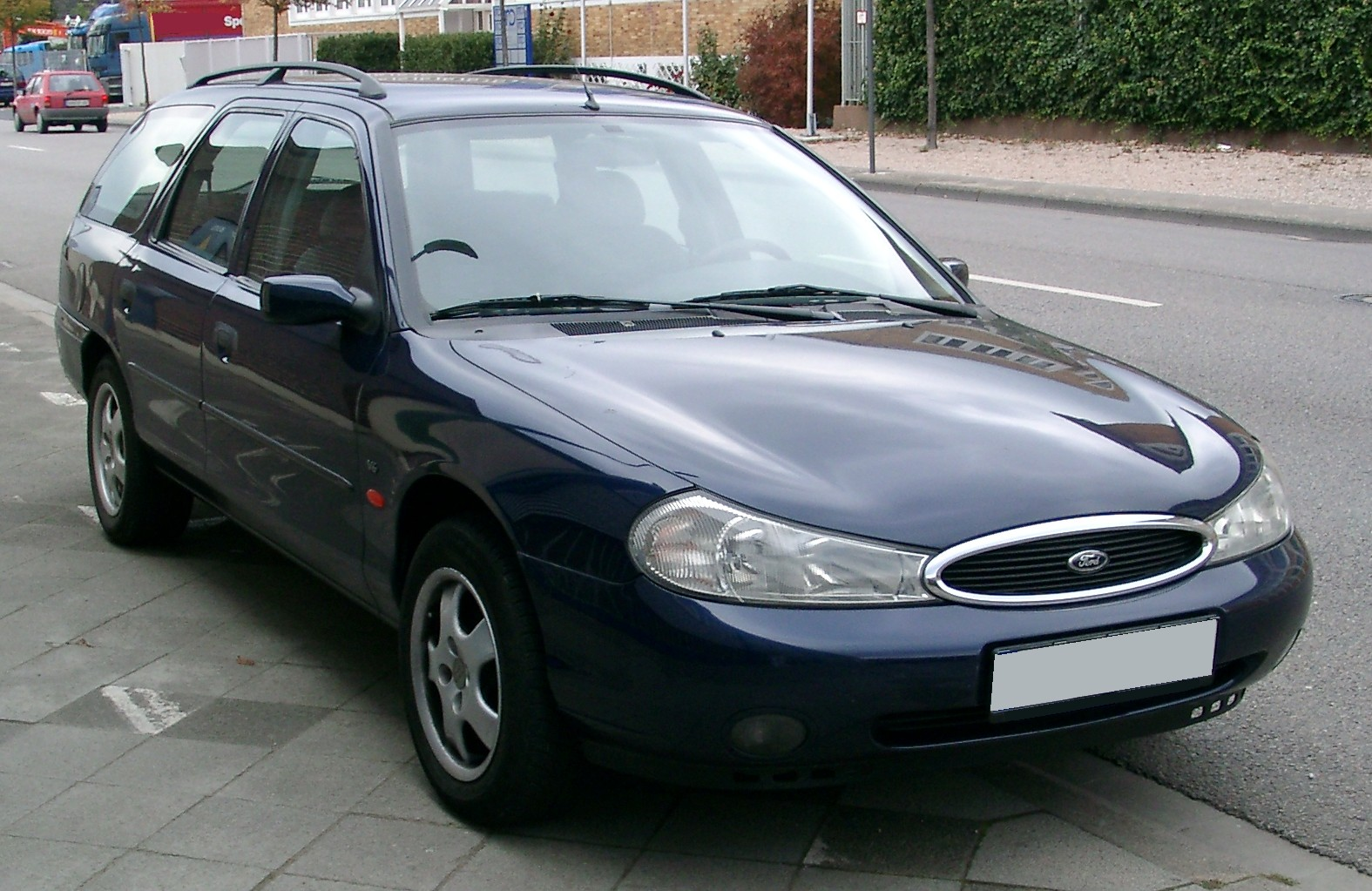
Ford Mondeo Clipper (1996 - 2000)

À sa sortie, la Mondeo avait un tableau de bord bien dessiné, mais vieillissant mal à cause d'assemblage et de matériaux de mauvaise facture, le châssis prit aussi du retard sur la concurrence : un sérieux restylage s'imposa en 1996. L'intérieur remis totalement au goût du jour bénéficiait d'assemblages bien plus solides, tout comme les matériaux ; désormais les plastiques moussés et épais étaient présents et vieillissaient bien mieux.
La face avant de l'auto fut totalement remodelée elle aussi, plus ronde, mais plus acérée avec de nombreux angles vifs, ce qui ne fut pas le cas de l'arrière sur les breaks, à peine retouché car déjà bien né à sa sortie.
Le châssis fut sérieusement revu lui aussi, l'amortissement ainsi que la conception de l'essieu arrière sur les break furent revus de fond en comble, mais l'unique moteur Diesel ne subit que de très petites modifications : des injecteurs de marque Bosch plus résistants furent installés et le fonctionnement du turbo revu pour s'enclencher plus tôt, mais les problèmes de distribution typique des moteurs Diesel Ford de l'époque furent bien combattus.
Cette remise à niveau fut bienvenue pour relancer les ventes de ce modèle, mais la Mondeo ST 24 avec le V6 Duratec de 170 ch et revêtue d'un prêt-à-monter sport, manquait d'un vrai gros moteur pour conquérir le marché anglais. En 1999, Ford sortit la ST 200 et ST 200 Limited, une version de ce V6 porté à 205 ch (levée de came modifiée, pistons forgés, volant moteur allégé, gestion moteur améliorée, démultiplication de différentiel modifié, trains roulant durcis, roues en alu de 17 pouces) avec une finition intérieure/extérieure spécifique. Lors de la présentation de la ST200, au salon de Genève 1999, sont apparus aussi deux Mondeo « bi-fuel » (essence + GPL), la Mondeo 1.8 AFV et le concept-car Mondeo ST250 ECOConcept motorisé par un V6 Duratec 3.0l turbo de 250 ch, avec une transmission Prodrive sans embrayage, des jantes de 18 pouces et des freins Brembo.

#### Moteurs de 1996 à 2000
| Modèle | Années      | Type et Dénomination       | Type et Dénomination | Cylindrée | Puissance             | Couple                 |
| ------ | ----------- | -------------------------- | -------------------- | --------- | --------------------- | ---------------------- |
| L1J    | 1999 - 2000 | 4 cyl. en ligne 16V        | Zetec                | 1 597 cm3 | 90 ch à 5 250 tr/min  | 142 N m à 3 600 tr/min |
| RKB    | 1996 - 2000 | 4 cyl. en ligne 16V        | Zetec                | 1 796 cm3 | 115 ch à 5 750 tr/min | 158 N m à 3 750 tr/min |
| NGB    | 1996 - 2000 | 4 cyl. en ligne 16V        | Zetec                | 1 988 cm3 | 130 ch à 5 600 tr/min | 178 N m à 4 000 tr/min |
| SEA    | 1994 - 1998 | V6 24V                     | Duratec              | 2 544 cm3 | 170 ch à 6 250 tr/min | 220 N m à 4 250 tr/min |
| SEB    | 1998 - 2000 | V6 24V                     | Duratec              | 2 495 cm3 | 170 ch à 6 250 tr/min | 220 N m à 4 250 tr/min |
| SGA    | 1999 - 2000 | V6 24V                     | Duratec ST           | 2 495 cm3 | 205 ch à 6 500 tr/min | 235 N m à 5 500 tr/min |
| RFN    | 1997 - 2000 | 4 en ligne turbo Diesel 8V | Endura-DE            | 1 753 cm3 | 90 ch à 4 500 tr/min  | 177 N m à 2 250 tr/min |

## Mondeo II (2000-2007)

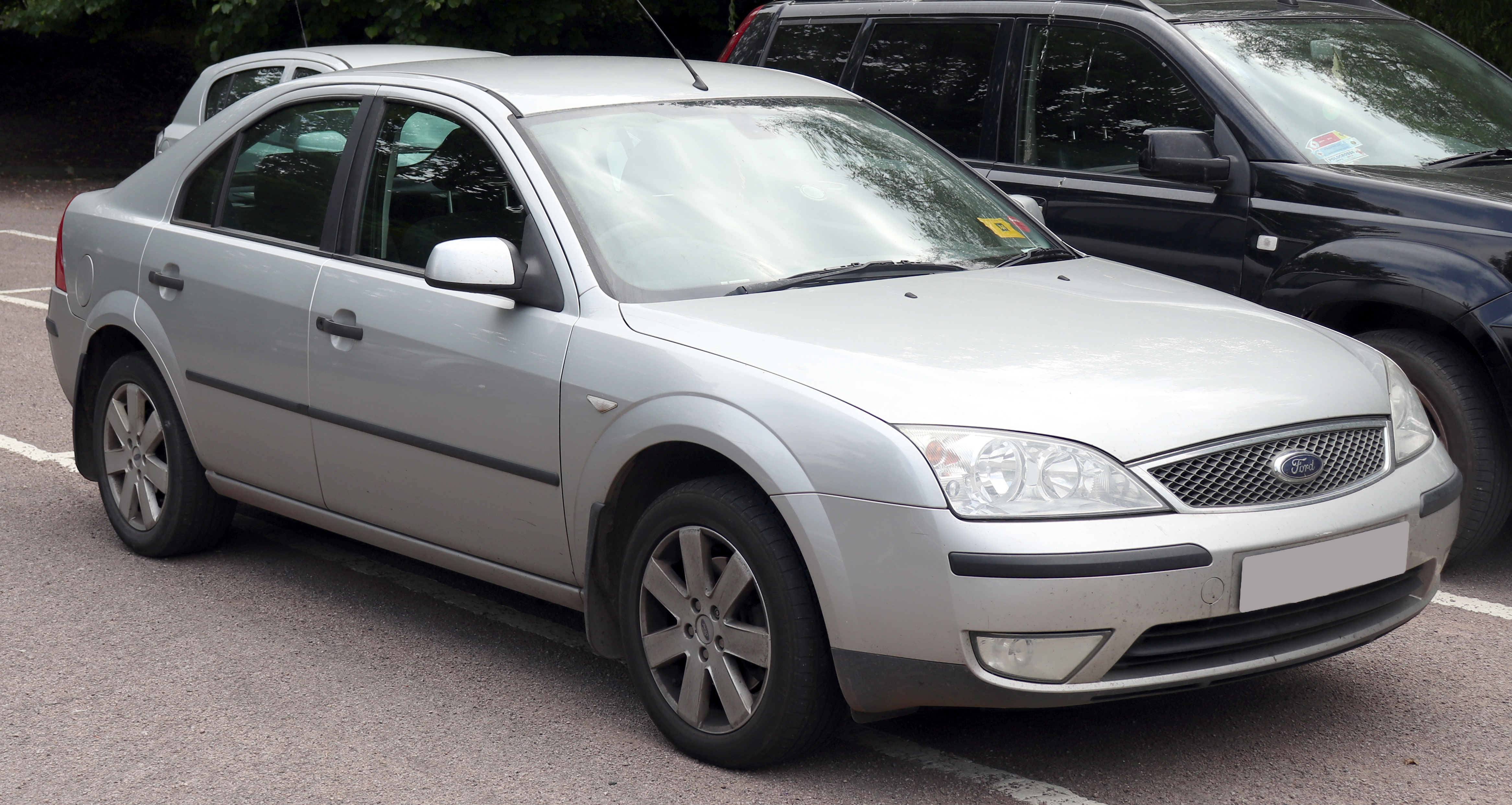
Ford Mondeo II sedan

Début 2000, Ford présenta un autre design de la Mondeo aussi bien extérieur qu'intérieur, sur la base du même châssis. Ford délaisse l'ancien ZETEC pour les nouveaux DURATEC HE conçus sur la même base, la différence étant qu'ils sont montés à l'envers par rapport à l'ancien ZETEC ; le corps d'injection passe devant et la cartographie du calculateur d'injection passe du modèle EEC III à l'EEC IV. Le vieux ENDURA-DE est remplacé par le DURAtorq toujours en 4 cylindres DI (injection multi-point direct) puis TDCI (injection multi-point direct common rail). La Mondeo présente maintenant une bonne image de marque et se vend beaucoup mieux que ses grandes sœurs.
La deuxième génération de la Mondeo, commercialisée d'octobre 2000 à mai 2007, est un développement complètement nouveau, le design New Edge est abandonné et c'est le premier véhicule Ford à profiter pleinement des avancées du concept-car Ford Prodigy (à moteur hybride Diesel/électrique). Son châssis était au moment de son lancement une référence dans la catégorie des voitures intermédiaires à traction avant. Elle est proposée comme la génération précédente en quatre, cinq portes et break (SW), la plate-forme grandit de 15 cm en longueur et de 5 cm en empattement.
Elle reçoit des jantes de 16 pouces d'origine et des suspensions améliorées fixées à la coque sur des faux-châssis.
Une nouvelle transmission automatique appelée Durashift a été ajouté à la gamme. Cette unité dispose de cinq vitesses qui peuvent être changées manuellement ou comme une boîte automatique normale. Une boîte manuelle à six vitesses a également été ajoutée à la gamme.
La sécurité passive était un argument de vente majeur de la Mondeo 2001. Avec une carrosserie encore plus solide, Ford a présenté son « système de protection intelligent » (IPS) basé sur un modèle de calcul de réseau de neurones pour décider de la meilleure combinaison des dispositifs de sécurité (traditionnels airbags passagers avant, airbags latéraux et rideaux gonflables) à déployer dans une situation d'accident donnée. Pour améliorer la sécurité active, tous les modèles sont équipés de freins antiblocage et répartition électronique de force de freinage. Un programme de stabilité électronique (ESP) disponible en option.

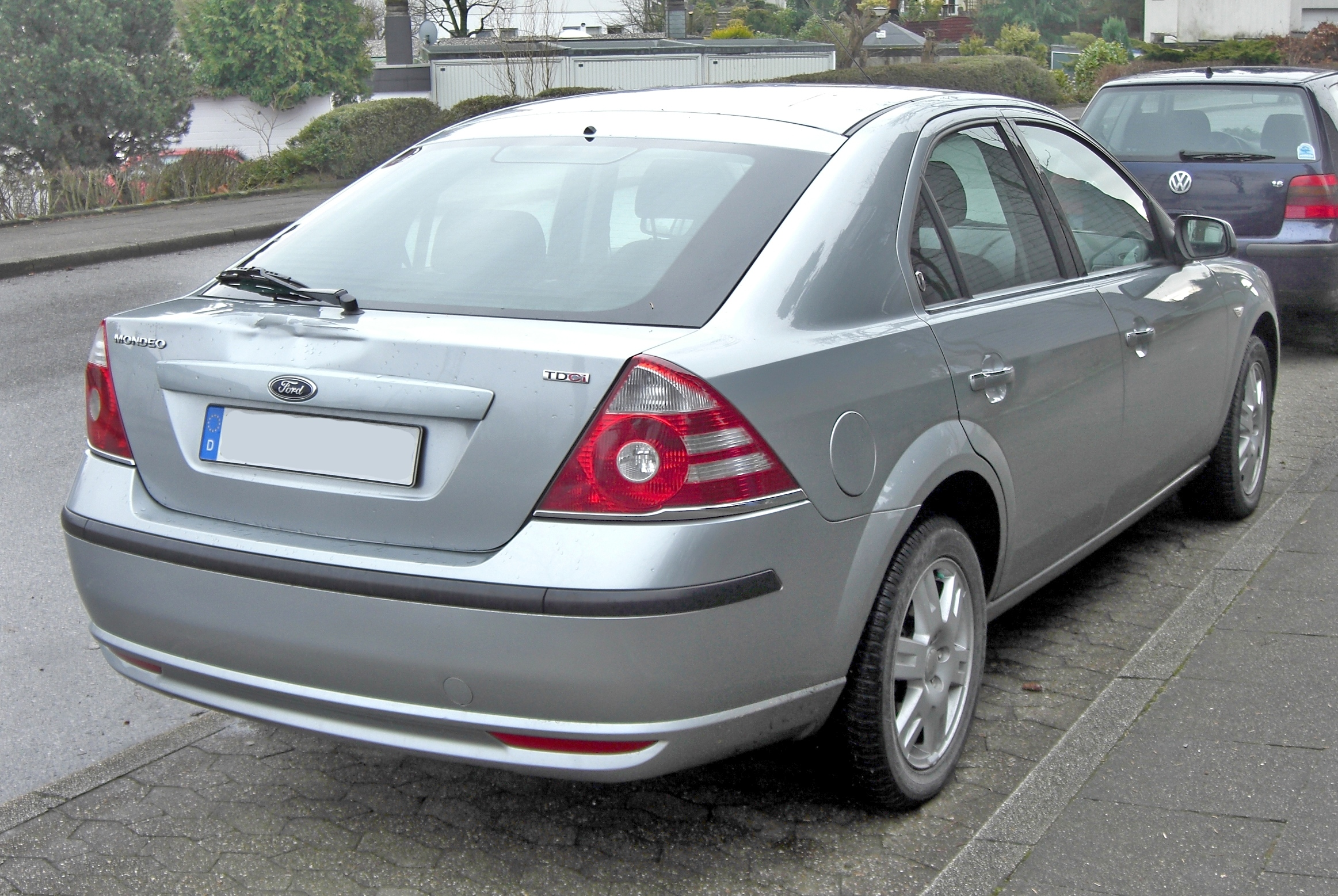
Ford Mondeo II Phase III

Le marketing de Ford du moment a soutenu que la Mondeo était « l'un des endroits les plus sûrs où exister ». Cependant, le test Euro NCAP a conclu que la protection était moins performante que celle de ses rivaux les plus importants (Opel Vectra, Citroën C5, Toyota Avensis, Volkswagen Passat), obtenant tout de même une note de quatre étoiles. Ford a redessiné une partie de la voiture et l'a testée à nouveau, mais il subsiste un risque plus élevé que la moyenne pour les blessures à la poitrine du conducteur dans un choc frontal.
Cette Mondeo est arrivée au Mexique, en remplacement de la Ford Contour (une Mondeo I 4 portes construite pour l'Amérique du Nord), et a été vendue de 2001 à 2007, lorsque la Ford Fusion l'a remplacée. La Ford Fusion (2006-2009) et la Ford Five Hundred/Taurus (2005-2007) arboraient un style très semblable à la Mondeo, à l'intérieur comme à l'extérieur.
La plate-forme de la Mondeo 2001 (CD132) était également la base pour d'autres modèles au sein du groupe Ford Europe. Ainsi, la base de la Mazda 6 (2002-2008) et la Jaguar X-Type (2001-2009). Sur les trois modèles étaient aussi utilisés, en partie, les mêmes moteurs.
Les anciens moteurs ZETEC sont abandonnés et dorénavant les moteurs de cette génération sont dotés d'une distribution par chaîne et d'un double arbre à cames en tête.
Les moteurs Duratec HE conçus en collaboration avec Mazda étaient construits à l'usine Ford de Valence (Espagne). La Ford Motor Company détiendra en 2003 les droits à construire et à utiliser la génération de moteurs Mazda MZR sous leur nom de marque Duratec utilisé mondialement.
Ford commercialisera en 2003 une Mondeo 1.8 l Duratec SCi (pour Smart Charge Injection ou Injection à Charge Intelligente) doté d'un nouveau moteur essence à injection directe développant 130 ch couplé à une nouvelle boîte de vitesses manuelle à 6 rapports MMT6. Réalisé en aluminium, ce 4 cylindres SCi offrait plus de puissance et de couple que le moteur 1.8 l Duratec HE qu'il devait remplacer. Toutefois, les reprises sont à la baisse (18,7 s pour le 50 à 100 km/h en 5e contre 14,3 pour la version 1.8 125 ch). Le bloc 1.8 SCi est conforme aux normes Euro 4 : il reçoit un système de traitement des rejets polluants avec deux convertisseurs catalytiques.
Les moteurs Duratorq (serie ZSD Puma) étaient construits à l'usine Ford Dagenham, à l'est de Londres.

### Moteurs essence de 2000 à 2007
| Modèle    | Années      | Type et Dénomination | Type et Dénomination | Cylindrée | Puissance             | Couple                 |
| --------- | ----------- | -------------------- | -------------------- | --------- | --------------------- | ---------------------- |
| CGBA/CGBB | 2000 - 2007 | 4 cyl. en ligne 16V  | Duratec HE           | 1 798 cm3 | 110 ch à 5 500 tr/min | 165 N m à 3 950 tr/min |
| CHBA/CHBB | 2000 - 2007 | 4 cyl. en ligne 16V  | Duratec HE           | 1 798 cm3 | 125 ch à 6 000 tr/min | 170 N m à 4 500 tr/min |
| CJBA/CJBB | 2000 - 2007 | 4 cyl. en ligne 16V  | Duratec HE           | 1 999 cm3 | 145 ch à 6 000 tr/min | 190 N m à 4 500 tr/min |
| CFBA      | 2003 - 2007 | 4 cyl. en ligne 16V  | Duratec SCi          | 1 798 cm3 | 130 ch à 6 000 tr/min | 175 N m à 4 250 tr/min |
| LCBD      | 2000 - 2005 | V6 24V               | Duratec V6           | 2 495 cm3 | 170 ch à 6 000 tr/min | 220 N m à 4 250 tr/min |
| REBA      | 2005 - 2007 | V6 24V               | Duratec ST           | 2 967 cm3 | 204 ch à 6 000 tr/min | 263 N m à 4 900 tr/min |
| MEBA      | 2002 - 2006 | V6 24V               | Duratec ST220        | 2 967 cm3 | 226 ch à 6 150 tr/min | 280 N m à 4 900 tr/min |

### Moteurs Diesel de 2000 à 2007

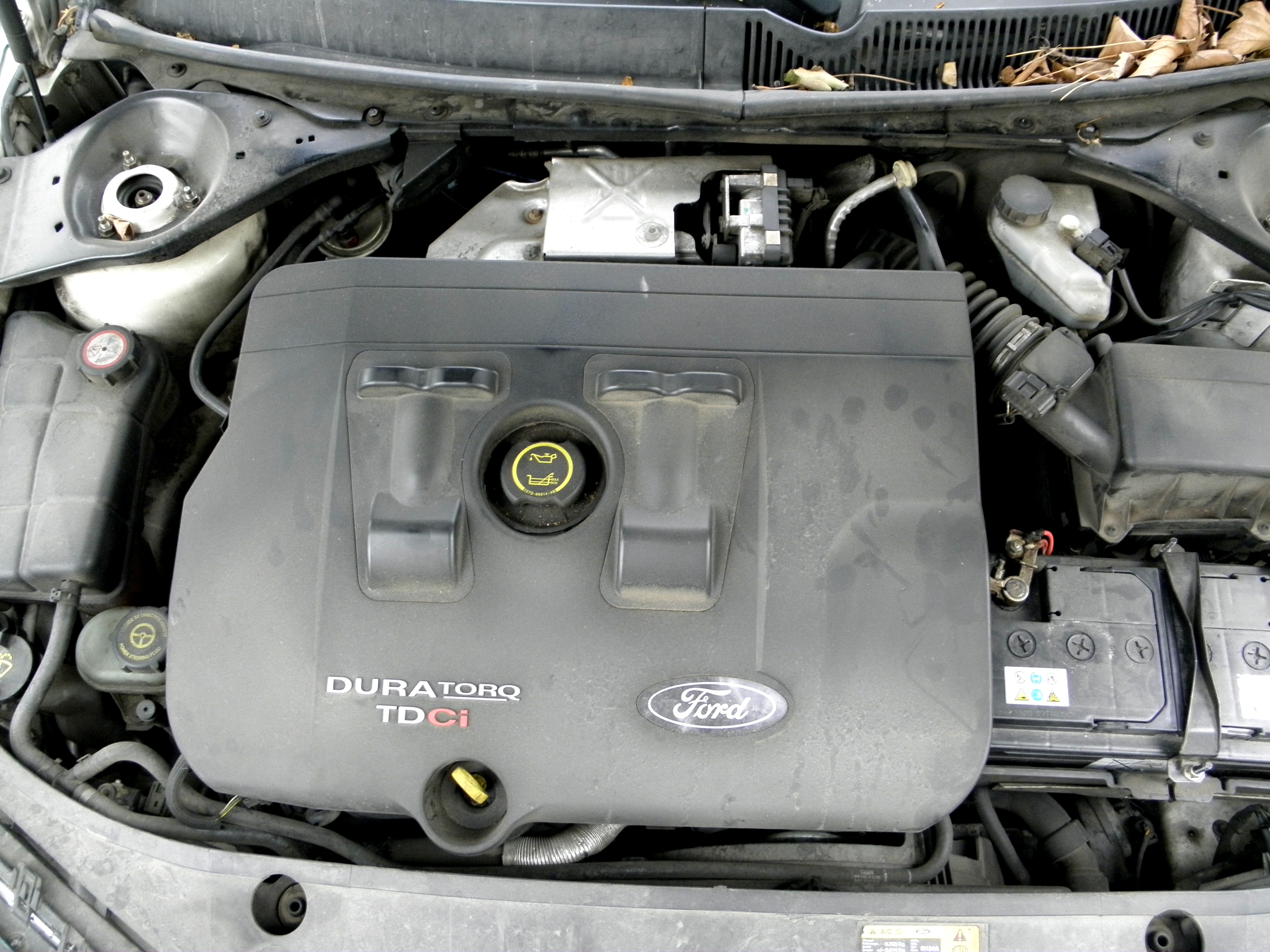
Moteur Diesel Ford Duratorq 2.0L 130 ch.

| Modèle    | Années      | Type et Dénomination | Type et Dénomination | Cylindrée | Puissance             | Couple                 |
| --------- | ----------- | -------------------- | -------------------- | --------- | --------------------- | ---------------------- |
| D5BA/SDBA | 2000 - 2002 | 4 cyl. en ligne 16V  | Duratorq DI/TDDi     | 1 998 cm3 | 90 ch à 4 000 tr/min  | 245 N m à 1 900 tr/min |
| D6BA      | 2000 - 2002 | 4 cyl. en ligne 16V  | Duratorq DI/TDDi     | 1 998 cm3 | 115 ch à 4 000 tr/min | 285 N m à 1 900 tr/min |
| HJBA/HJBC | 2002 - 2007 | 4 cyl. en ligne 16V  | Duratorq TDCi        | 1 998 cm3 | 115 ch à 4 000 tr/min | 280 N m à 1 900 tr/min |
| FMBA/N7BA | 2002 - 2007 | 4 cyl. en ligne 16V  | Duratorq TDCi        | 1 998 cm3 | 130 ch à 3 500 tr/min | 330 N m à 1 900 tr/min |
| QJBA/QJBB | 2005 - 2007 | 4 cyl. en ligne 16V  | Duratorq TDCi        | 2 198 cm3 | 155 ch à 3 500 tr/min | 360 N m à 1 900 tr/min |

### Évolutions
En Juin 2003, la Mondeo a reçu une mise à niveau très légère, les nouveaux modèles étant identifiables par une plus grande calandre chromée en nid d'abeille, un nouveau tableau de bord central fabriqué à partir de matériaux de qualité supérieure, avec soit un contrôle de température électronique et une radio Ford standard ou radio Sony, soit un système de navigation radio/lecteur CD avec commande satellite, qui possède également le contrôle de la climatisation. La Durashift automatique est maintenant disponible avec commande au volant. Les moteurs à essence ont été révisés à ce stade aussi – la nouvelle version SCi (Smart Charge injection) du moteur Duratec 1,8L a été introduite, qui génère 4 kW (5 ch) en plus. En outre, l'équipement a été amélioré sur toute la gamme - avec ordinateur de bord de série sur tous les modèles, et le régulateur de vitesse est également disponible en standard dans les niveaux de finition supérieurs.
Finalement en 2005, une seconde mise à niveau est arrivée, il y eut deux nouvelles motorisations : un Diesel Duratorq TDCi 2.2L avec 114 kW (155 ch) et une version dégonflée du DURATEC V6 3.0L de la ST220 avec 150 kW (205 ch) remplaçant du V6 de 2,5L. En outre, un système d'avertissement de ceinture de sécurité a été ajouté, ce qui est maintenant la norme, avec un signal d'avertissement sonore et visuel rappelant au conducteur de fixer sa ceinture de sécurité. Le style a de nouveau été légèrement modifié, les différences les plus notables étant les feux arrière à rayures blanches/rouges et la disparition des baguettes latérales de protection.

### Mondeo ST 220

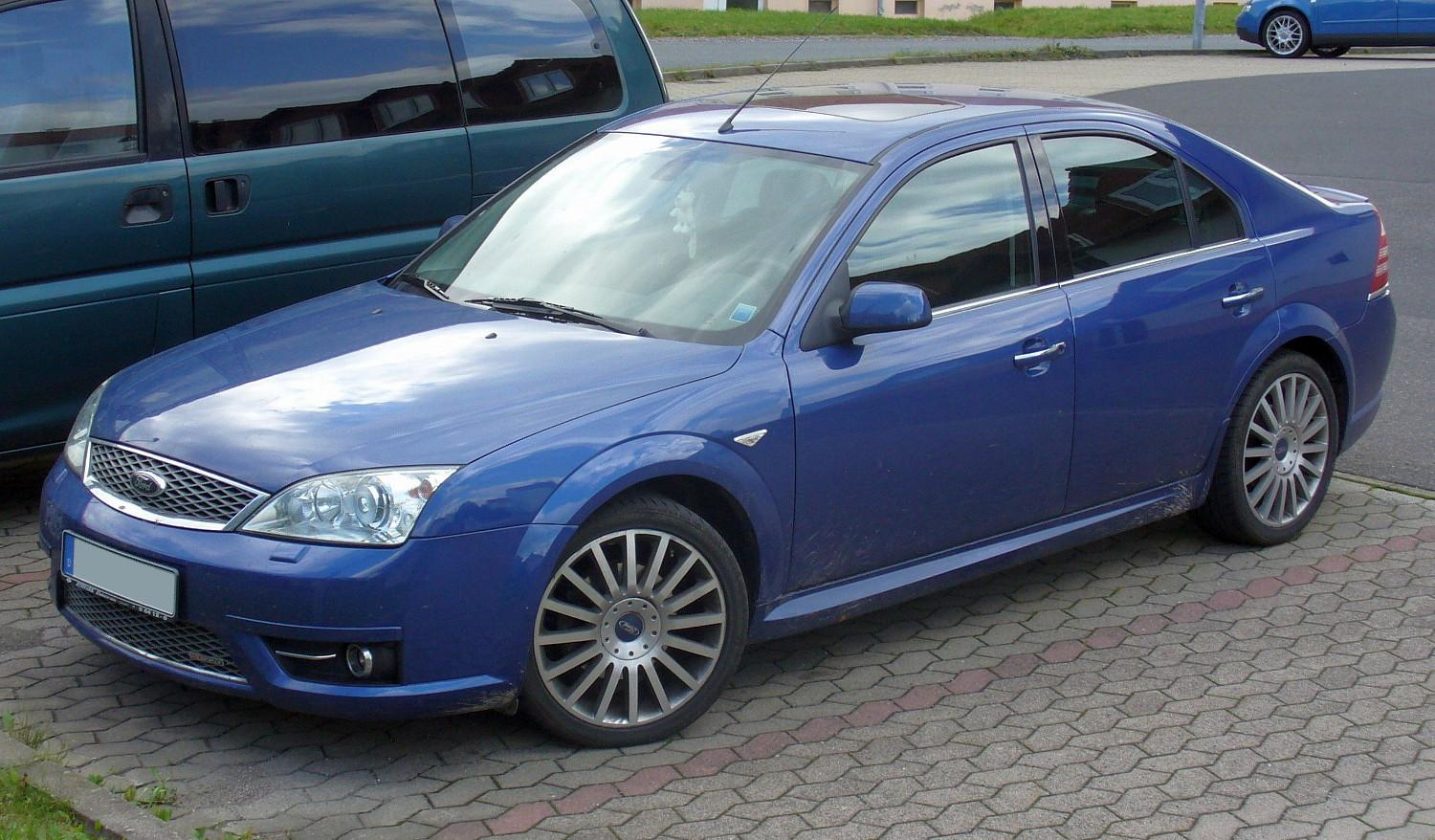
Ford Mondeo ST 220

La ST 220 est une version plus sportive de la Ford Mondeo, destinée à remplacer la ST 200. Produite de 2002 à 2006, elle était disponible en version berline 4 ou 5 portes et break. Dotée en série de jantes alliage de 18 pouces, pneus 225/40 YR 18, rabaissement de caisse de 15 mm, ESP, TCS, sièges Recaro en cuir à réglage électrique.
Son moteur est un DURATEC ST V6 2 967 cm3 de 226 ch à 6 150 tr/min, couple : 280 N m à 4 900 tr/min, boîte 5 vitesses. Reprises de 90 à 120 en 6,3 s sur le 4e rapport, 8,1 s sur le 5e. Le kilomètre départ arrêté en 27,9 s, 0 à 100 km/h : 7,7 s, 243 km/h maximum.

## Mondeo III (2007-2014)

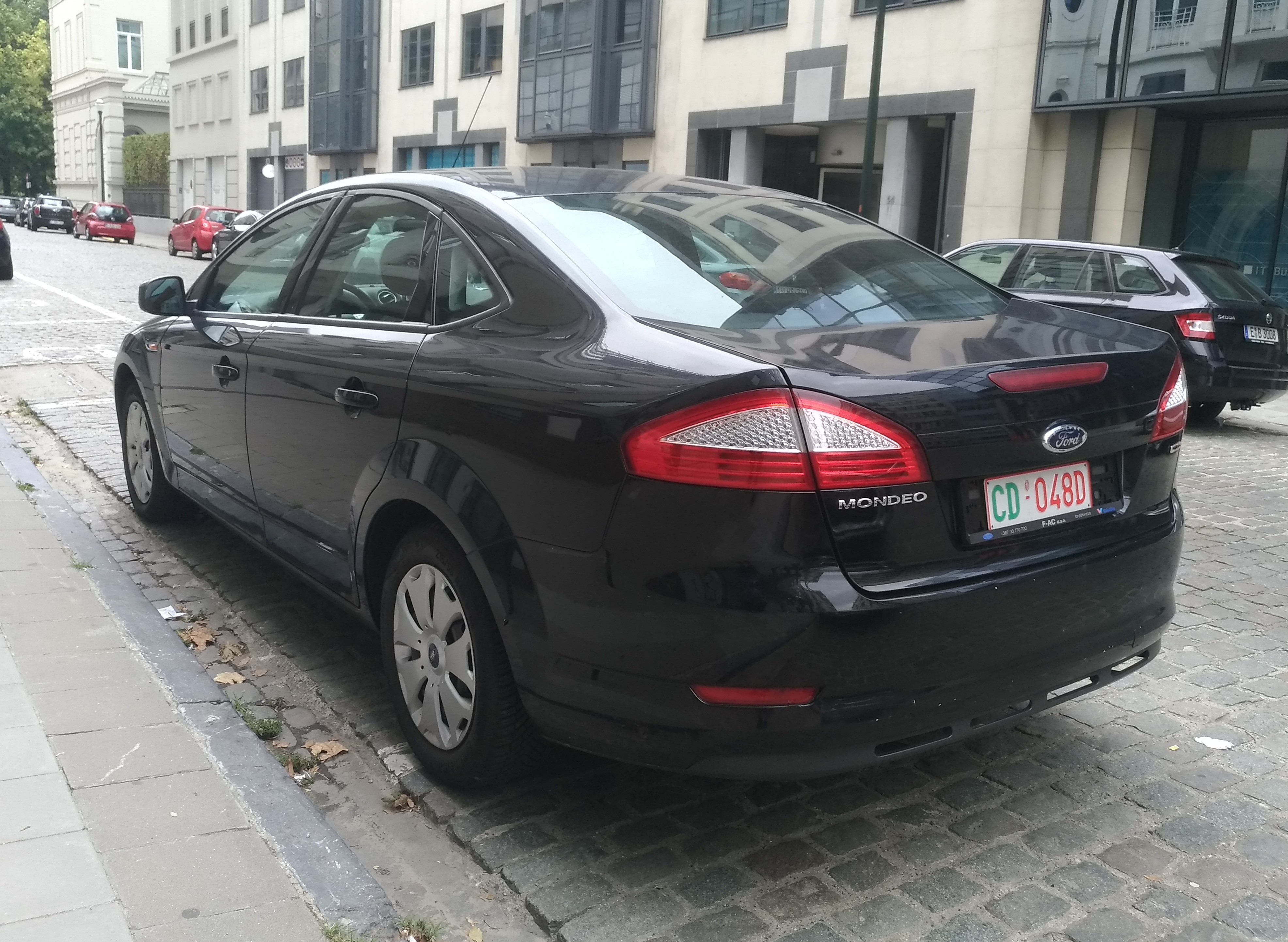
Ford Mondeo III Phase I

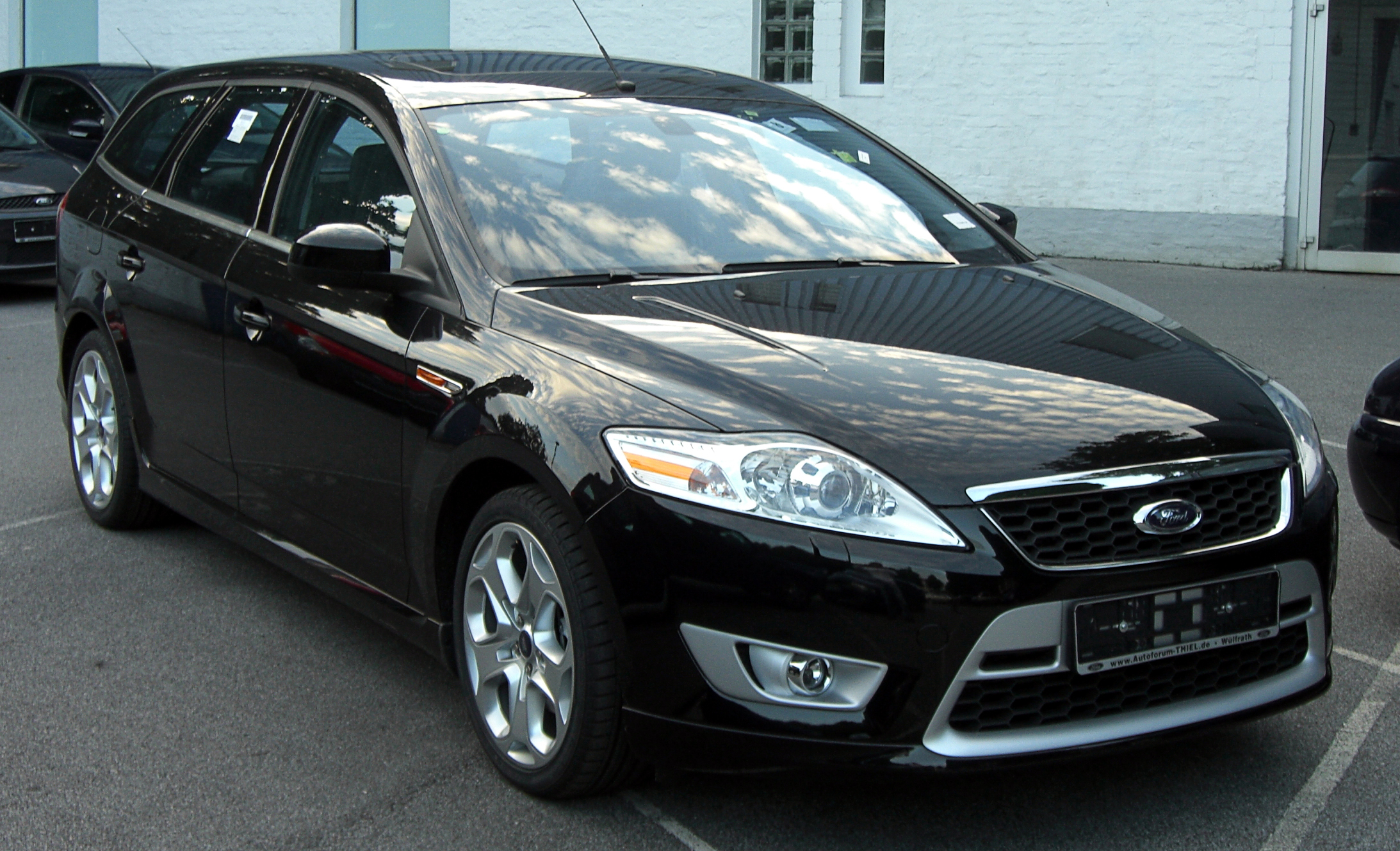
Ford Mondeo III Phase I SW 2.5L turbo

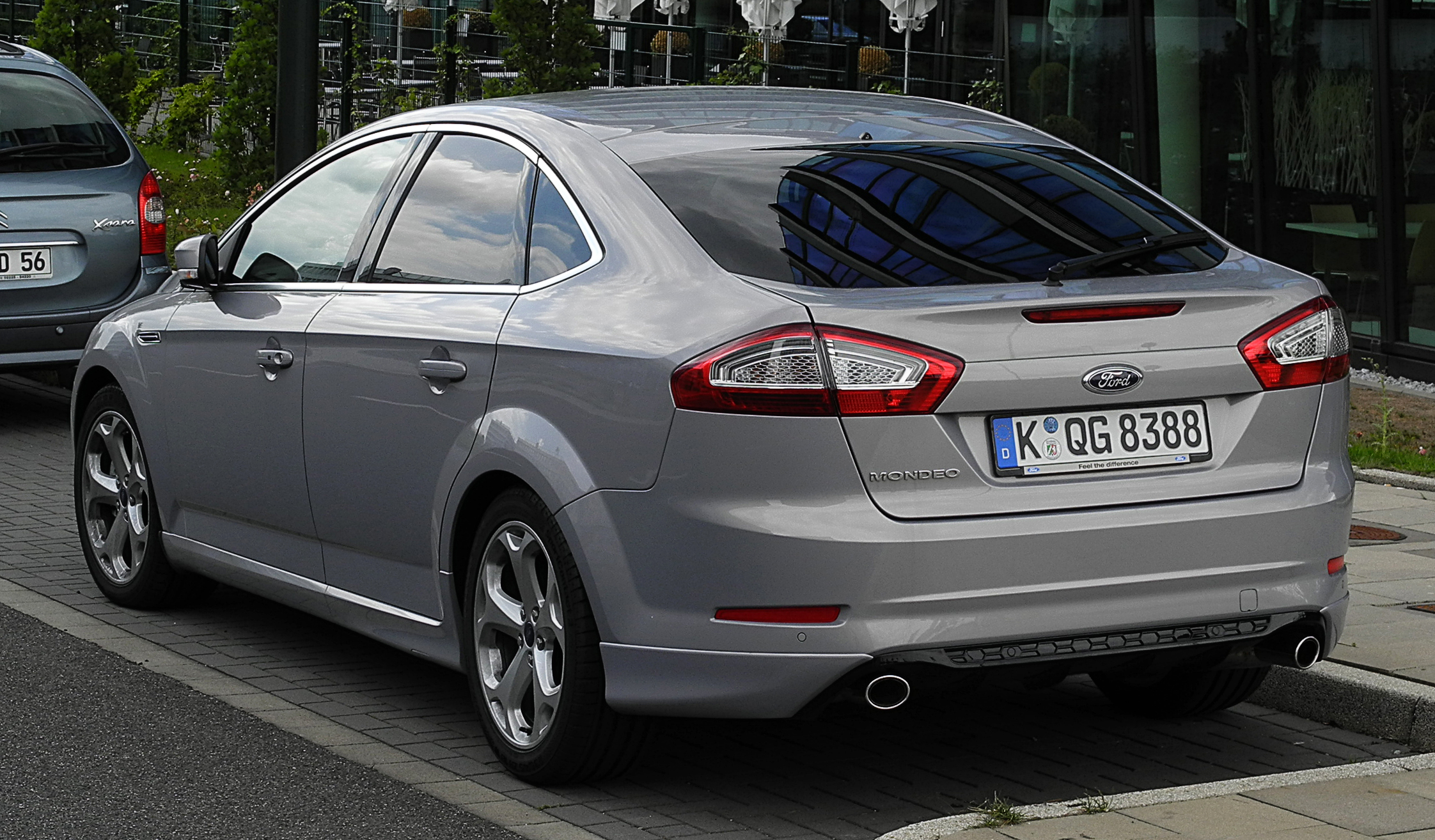
Ford Mondeo III Phase II

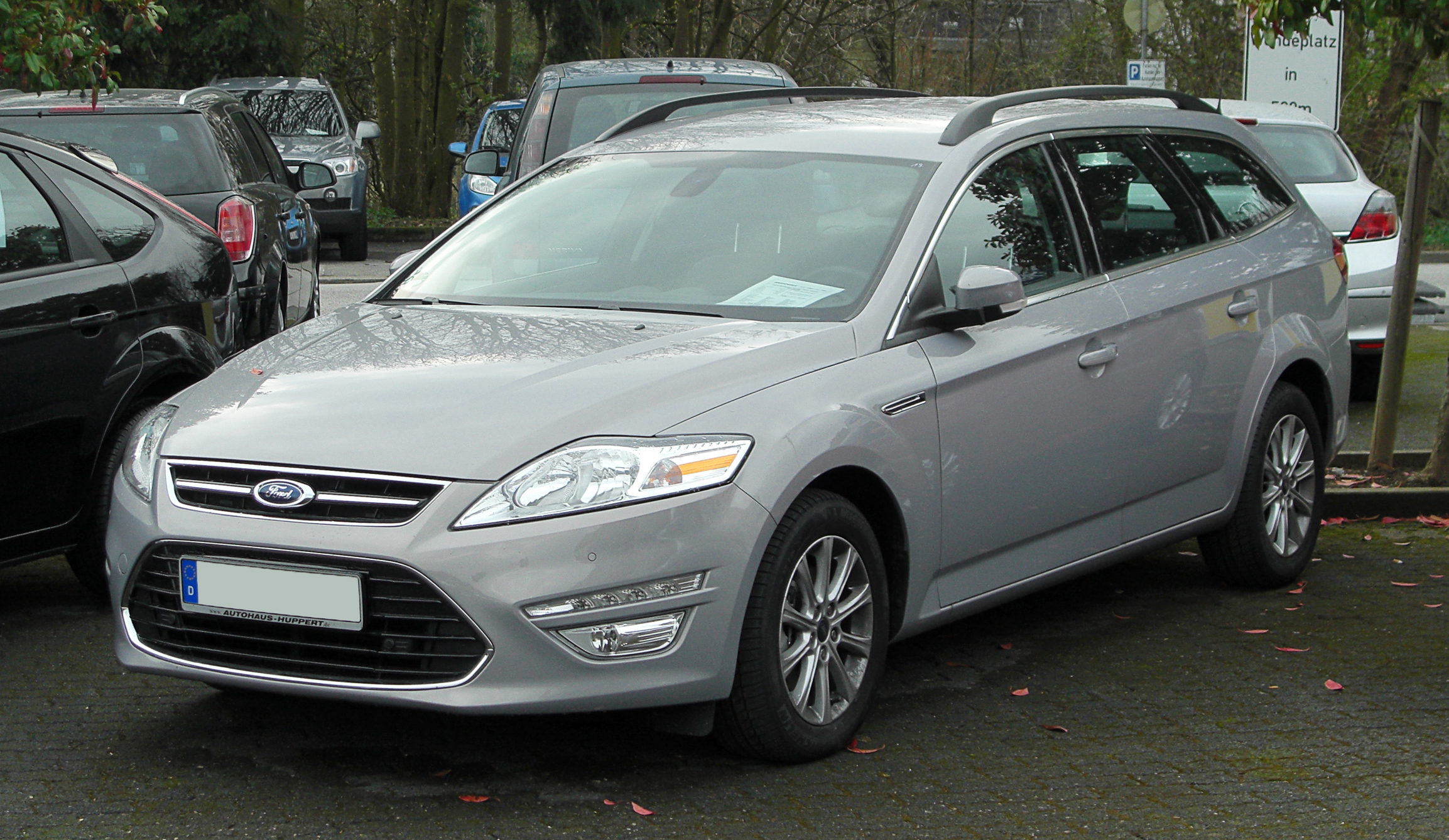
Ford Mondeo III Phase II SW

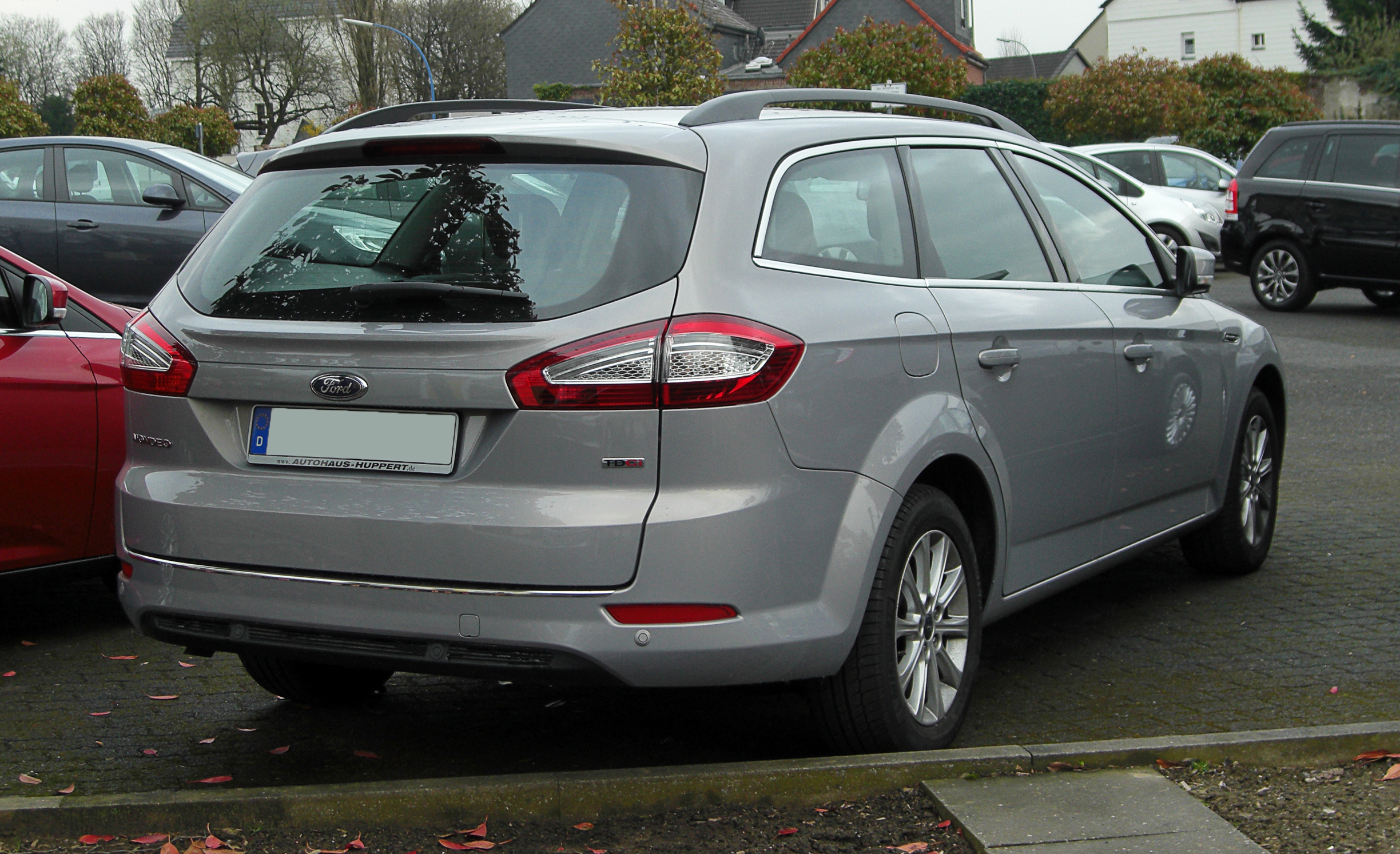
Ford Mondeo III Phase II SW

La carrosserie de la Mondeo 2007 reprend la silhouette générale du concept car Ford Iosis qui a été dévoilé au public au Salon de Francfort 2005 et qui présente le nouveau design Kinetic conduit par Martin Smith et développé par les studios de design Ford Europe en Allemagne et en Angleterre, déjà utilisé sur les Ford Galaxy Mk III, C-max et S-max. La nouvelle voiture, en carrosserie break, a été pré-lancé sous forme « concept » au Mondial de l'automobile de Paris, le 30 septembre 2006.
À l'initiative d'un placement de produit promotionnel, la voiture de James Bond fut une Mondeo IV pour une scène du film Casino Royale, et la présentation mondiale officielle du nouveau modèle au public arriva en novembre 2006, le jour du lancement du film.
Les moteurs diesels 1.6 TDCi (origine PSA DV6), 2.0 TDCi (origine PSA DW10) et 2.2 TDCi (origine PSA DW12) sont conçus en collaboration avec PSA Peugeot Citroën (moteurs HDi) et construits en France (sauf le 2,2 litres), alors que le Duratorq 1.8 TDCi Lynx, 100 % Ford, est une version améliorée de l'ENDURA-DE de 1998. Les distributions des 1.6, 1.8, 2.0 et 2.2 sont à toutes à courroie, contrairement à la génération précédente (2000-2007) qui faisait appel à des distributions par chaîne sur tous ses blocs Diesel et essence. À noter également que le 1.6 TDCI (DV6) a fait son apparition début 2011 lors du restylage et remplacera définitivement le 1.8 TDCI, les deux motorisations n'ayant jamais cohabité dans la gamme.
La nouvelle plate-forme a permis l'utilisation d'un moteur à essence cinq cylindres Volvo, qui figurait déjà dans la Focus ST et le S-Max. Du coup, Ford a supprimé les deux moteurs V6 de la production européenne. Les moteurs essence de 2007 sont un 1,6 litre Ti-VCT (cames à admission variable) avec deux niveaux de puissance (110 ch et 125 ch), le 2 litres atmosphérique (145 ch) repris de la génération précédente, un 2,3 litres d'origine Mazda (161 ch) pour les modèles à boîte automatique seulement, et du Moteur Modulaire Volvo 2,5 litres cinq cylindres turbo de 220 ch déjà utilisé sur la Volvo S40 II/V50 2.5 T5 de 2004.
Le 25 août 2010, une Mondeo restylée a été présentée au Salon international de l'automobile de Moscou, avec les nouveaux moteurs EcoBoost et des feux diurnes à LED. L'avant et l'arrière de la voiture ont subi des changements mineurs. L'intérieur est amélioré grâce à une utilisation de meilleurs matériaux. La ligne Ghia a été totalement retirée et il ne reste que trois niveaux de finition : Trend, Titanium et Sport Platinium. Les nouveaux moteurs ECOnetic présentent une diminution de la consommation et contribuent à la réduction des émissions de CO2 grâce à la technologie Stop & Start. Est également présentée une version améliorée du diesel Duratorq 2.2 TDCi d'origine PSA, offrant alors 200 ch, alors que les émissions de dioxyde de carbone diminuent de 4 % par rapport à l'ancien 175 ch. Les moteurs diesel 1.8 TDCi et essence 2.5 turbo disparaissent. Ce lifting fut motivé par l'arrivée de la S-MAX en été 2010.

### Moteurs essence de 2007 à 2014
| Modèle     | Code Moteur            | Années      | Type et Dénomination                                    | Type et Dénomination | Cylindrée | Puissance             | Couple                 |
| ---------- | ---------------------- | ----------- | ------------------------------------------------------- | -------------------- | --------- | --------------------- | ---------------------- |
| 1.6 Ti-VCT | RHBA                   | 2007 - 2015 | 4 en ligne 16V                                          | Duratec              | 1 596 cm3 | 110 ch à 5 500 tr/min | 160 N m à 3 950 tr/min |
| 1.6 Ti-VCT | KGBA                   | 2010 - 2015 | 4 en ligne 16V                                          | Duratec              | 1 596 cm3 | 120 ch à 6 000 tr/min | 170 N m à 4 500 tr/min |
| 1.6 Ti-VCT | HXDA                   | 2008 - 2010 | 4 en ligne 16V                                          | Duratec              | 1 596 cm3 | 120 ch à 6 000 tr/min | 170 N m à 4 500 tr/min |
| 1.6 Ti-VCT | PNBA                   | 2007 - 2015 | 4 en ligne 16V                                          | Duratec              | 1 596 cm3 | 125 ch à 6 300 tr/min | 160 N m à 4 100 tr/min |
| 1.6 SCTi   | JTBB                   | 2010 - 2014 | 4 en ligne 16V injection directe turbo + suralimetation | Ecoboost             | 1 596 cm3 | 160 ch à 6 000 tr/min | 240 N m à 1 600 tr/min |
| 2.0        | AOBC                   | 2007 - 2010 | 4 en ligne 16V                                          | Duratec HE           | 1 999 cm3 | 145 ch à 6 000 tr/min | 185 N m à 4 450 tr/min |
| 2.0 FFV    | TBBB                   | 2007 - 2010 | 4 en ligne 16V Flexifuel                                | Duratec HE           | 1 999 cm3 | 145 ch à 5 900 tr/min | 185 N m à 4 450 tr/min |
| 2.0 SCTi   | TNBA                   | 2010 - 2012 | 4 en ligne 16V injection directe turbo + suralimetation | Ecoboost             | 1 999 cm3 | 203 ch à 6 000 tr/min | 300 N m à 1 750 tr/min |
| 2.0 SCTi   | TPBA                   | 2010 - 2014 | 4 en ligne 16V injection directe turbo + suralimetation | Ecoboost             | 1 999 cm3 | 240 ch à 6 000 tr/min | 340 N m à 1 900 tr/min |
| 2.3        | SEBA                   | 2008 - 2010 | 4 en ligne 16V                                          | Duratec HE           | 2 300 cm3 | 161 ch à 6 000 tr/min | 208 N m à 4 250 tr/min |
| 2.5        | HUBA - B5254T3 (volvo) | 2007 - 2010 | 5 en ligne 20V turbo                                    | Duratec HE turbo     | 2 522 cm3 | 220 ch à 6 150 tr/min | 320 N m à 4 900 tr/min |

### Moteurs Diesel de 2007 à 2014
| Modèle   | Code Moteur | Années      | Type et Dénomination | Type et Dénomination | Cylindrée | Puissance             | Couple                 |
| -------- | ----------- | ----------- | -------------------- | -------------------- | --------- | --------------------- | ---------------------- |
| 1.6 TDCi | T1BA        | 2010 - 2014 | 4 en ligne 16V       | Duratorq TDCi        | 1 560 cm3 | 115 ch à 4 000 tr/min | 245 N m à 1 900 tr/min |
| 1.8 TDCi | FFBA        | 2007 - 2010 | 4 en ligne 8V        | Duratorq TDCi        | 1 753 cm3 | 100 ch à 4 000 tr/min | 295 N m à 1 900 tr/min |
| 1.8 TDCi | QYBA        | 2007 - 2010 | 4 en ligne 8V        | Duratorq TDCi        | 1 753 cm3 | 125 ch à 3 700 tr/min | 320 N m à 1 900 tr/min |
| 2.0 TDCi | KLBA        | 2007 - 2010 | 4 en ligne 16V       | Duratorq TDCi        | 1 998 cm3 | 115 ch à 3 600 tr/min | 300 N m à 1 750 tr/min |
| 2.0 TDCi | AZBA        | 2007 - 2010 | 4 en ligne 16V       | Duratorq TDCi        | 1 998 cm3 | 130 ch à 3 500 tr/min | 340 N m à 1 750 tr/min |
| 2.0 TDCi | UKBA        | 2008 - 2014 | 4 en ligne 16V       | Duratorq TDCi        | 1 998 cm3 | 136 ch                |                        |
| 2.0 TDCi | UFBB        | 2010 - 2014 | 4 en ligne 16V       | Duratorq TDCi        | 1 998 cm3 | 140 ch à 3 500 tr/min | 340 N m à 1 750 tr/min |
| 2.0 TDCi | TXBB        | 2010 - 2014 | 4 en ligne 16V       | Duratorq TDCi        | 1 998 cm3 | 163 ch à 3 500 tr/min | 340 N m à 1 750 tr/min |
| 2.2 TDCi | Q4BA        | 2007 - 2010 | 4 en ligne 16V       | Duratorq TDCi        | 2 179 cm3 | 175 ch à 3 500 tr/min | 420 N m à 1 750 tr/min |
| 2.2 TDCi | KNBA        | 2010 - 2014 | 4 en ligne 16V       | Duratorq TDCi        | 2 179 cm3 | 200 ch à 3 500 tr/min | 420 N m à 1 750 tr/min |

## Mondeo IV (2014-2022)

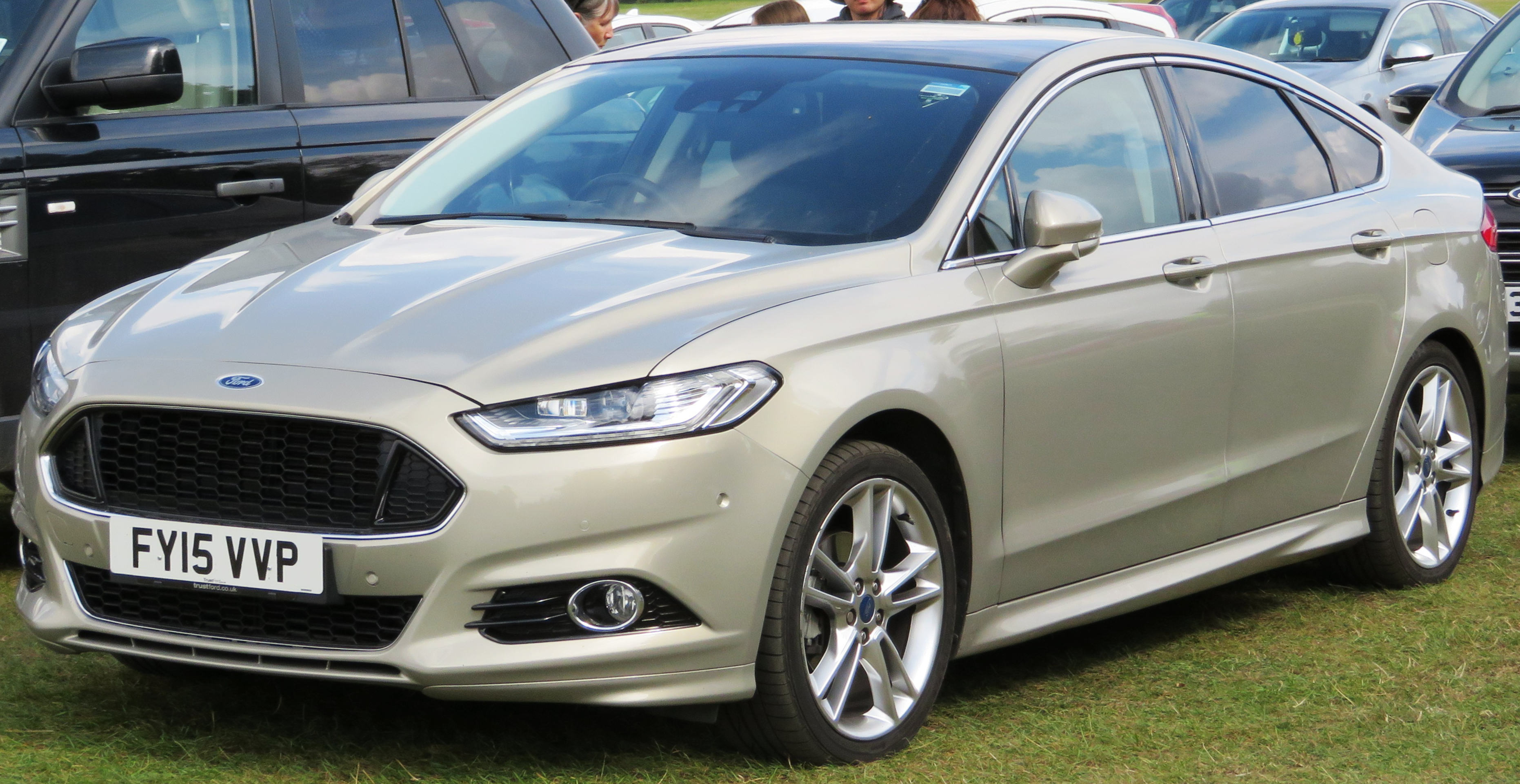
Ford Mondeo 2.0l phase 1 2015

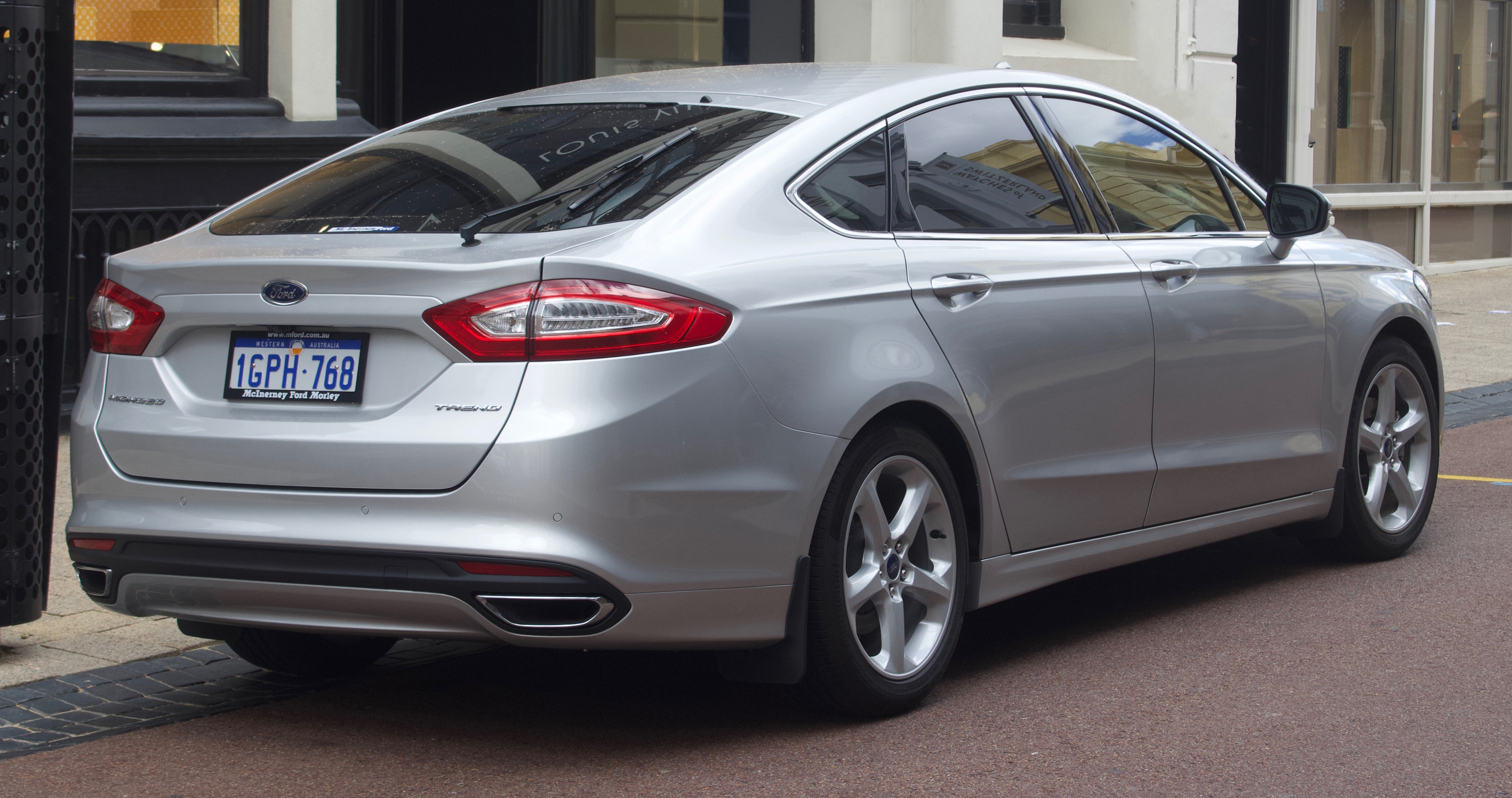
Ford Mondeo IV hatchback

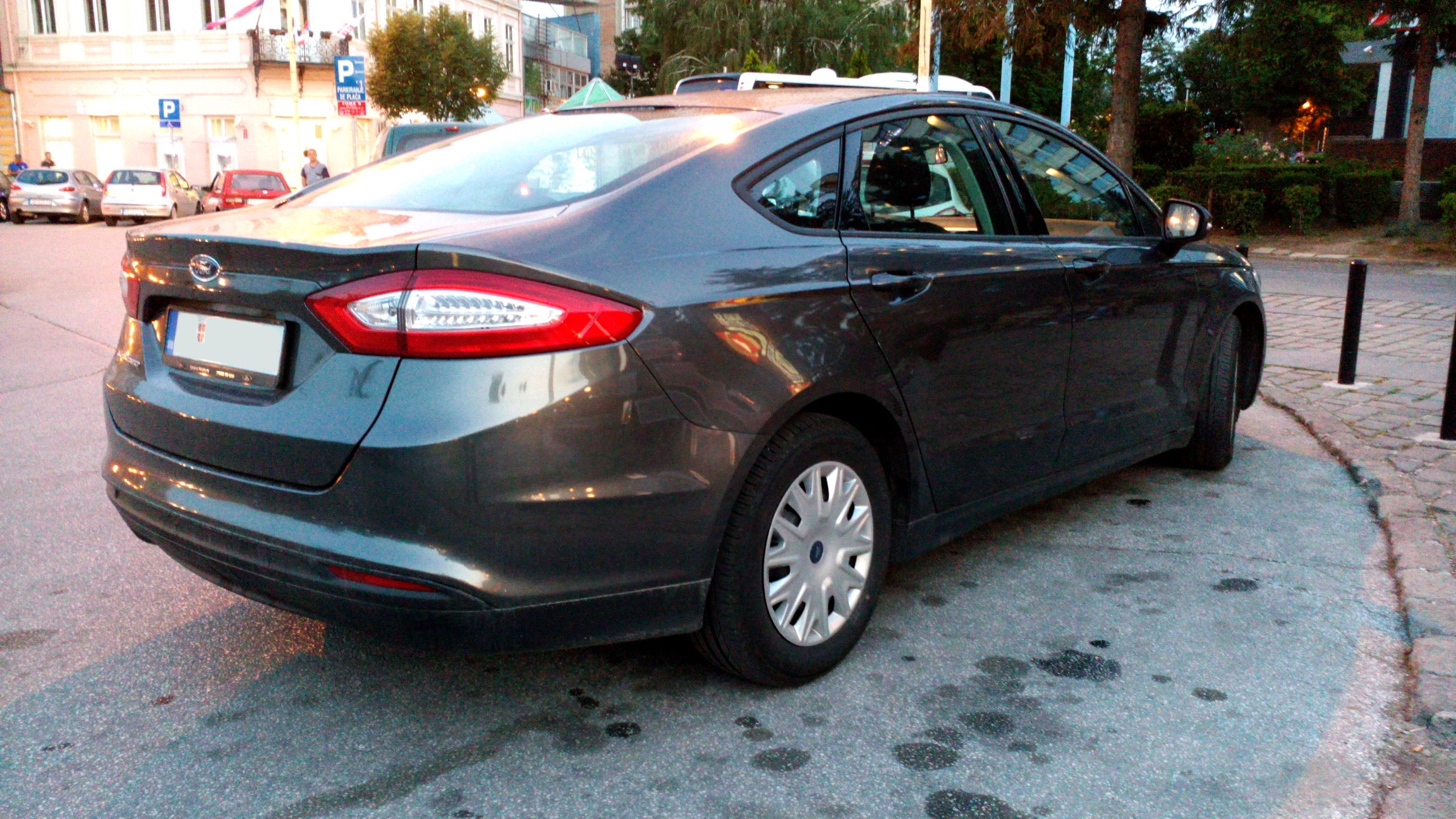
Ford Mondeo IV sedan

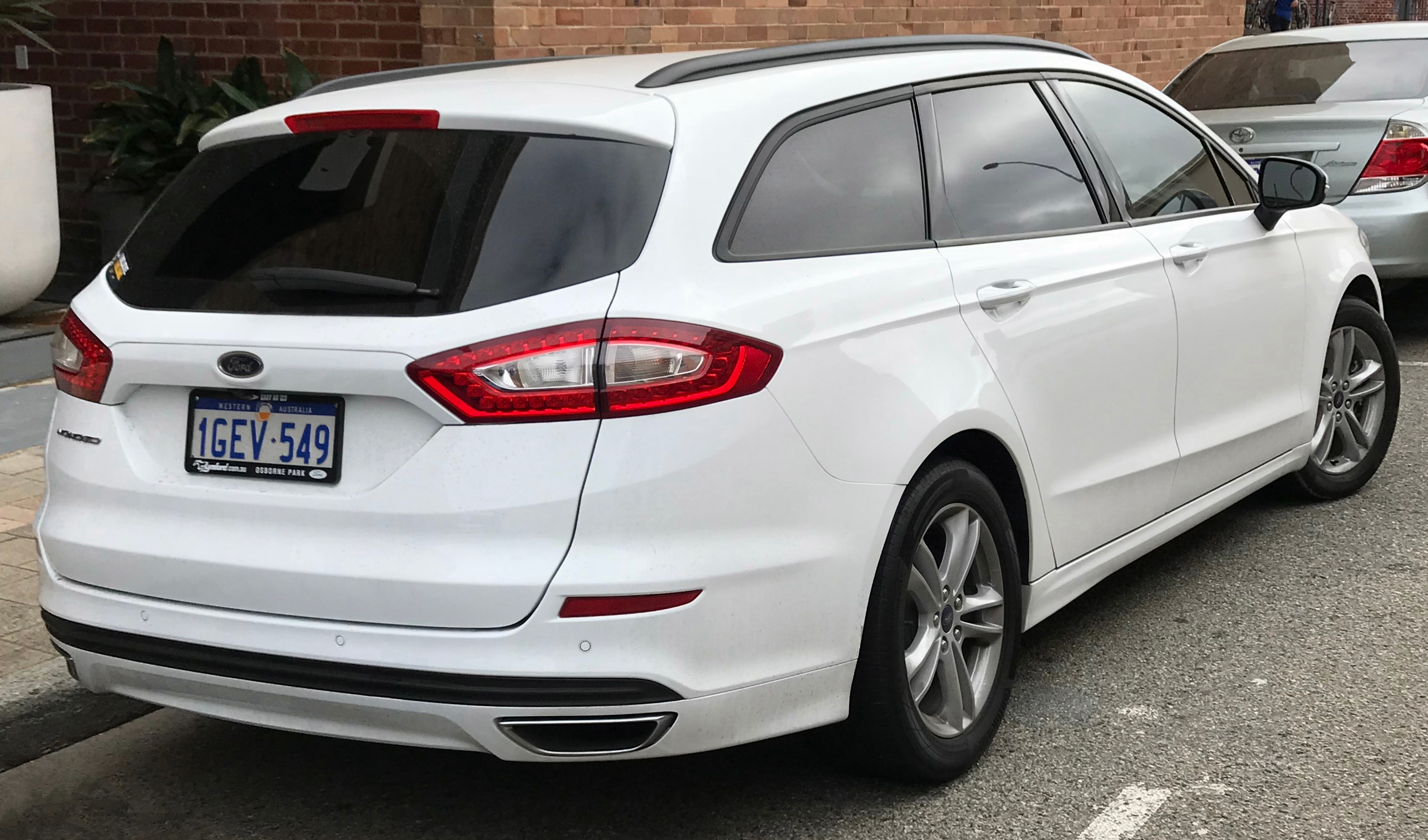
Ford Mondeo IV SW

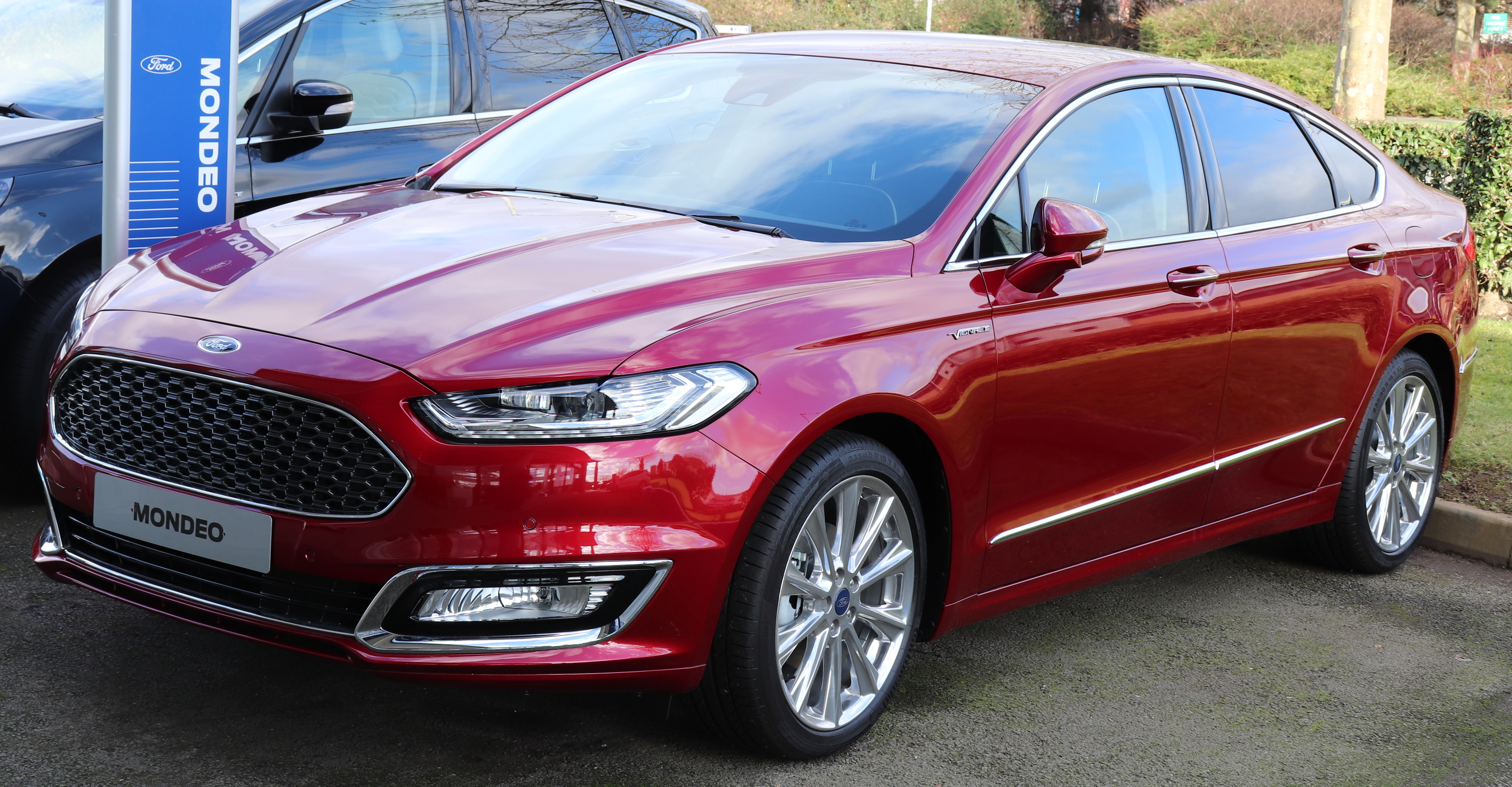
Ford Mondeo Vignale 2017

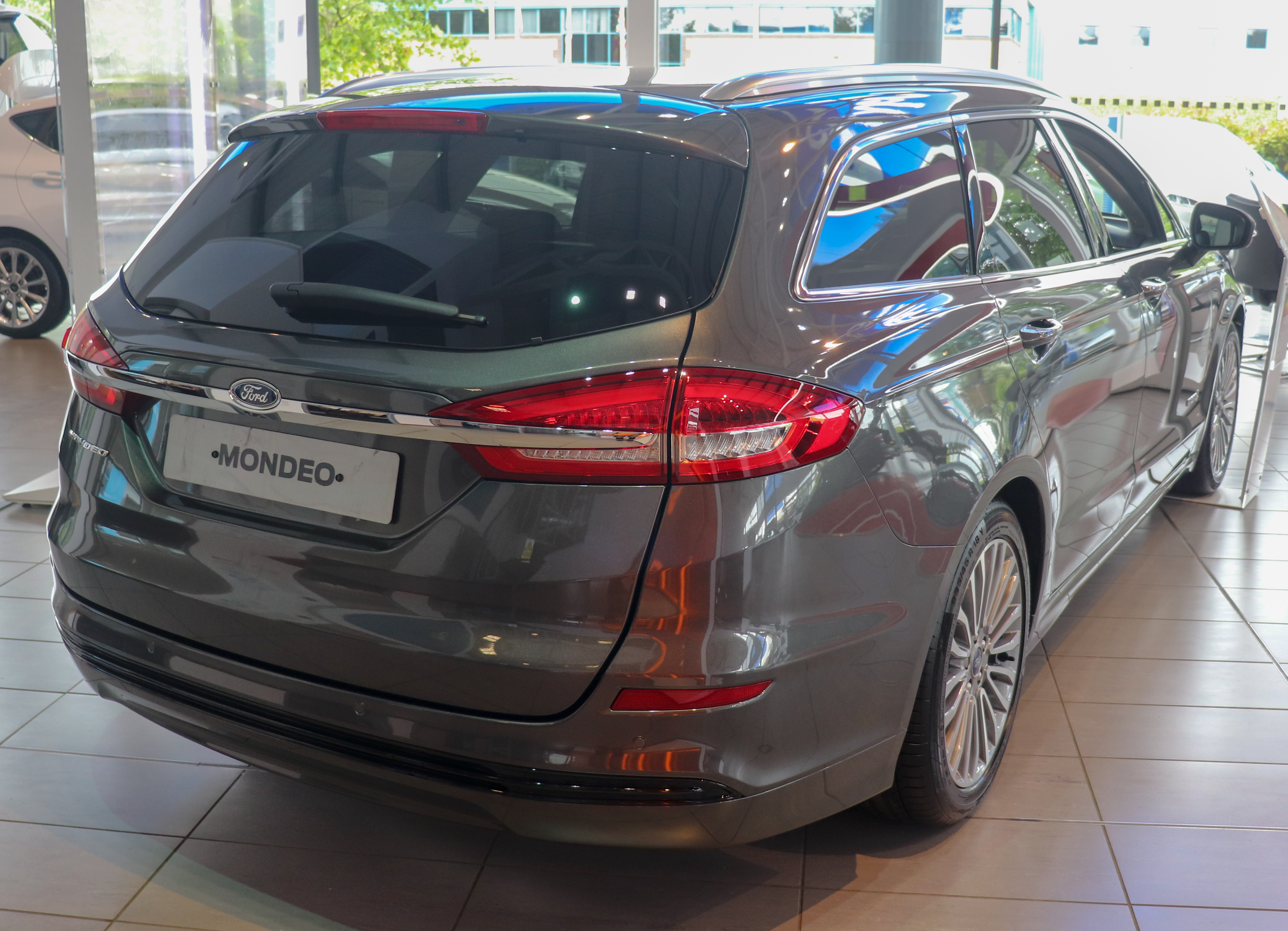
Ford Mondeo SW Titanium Edition Hybrid facelift 2019

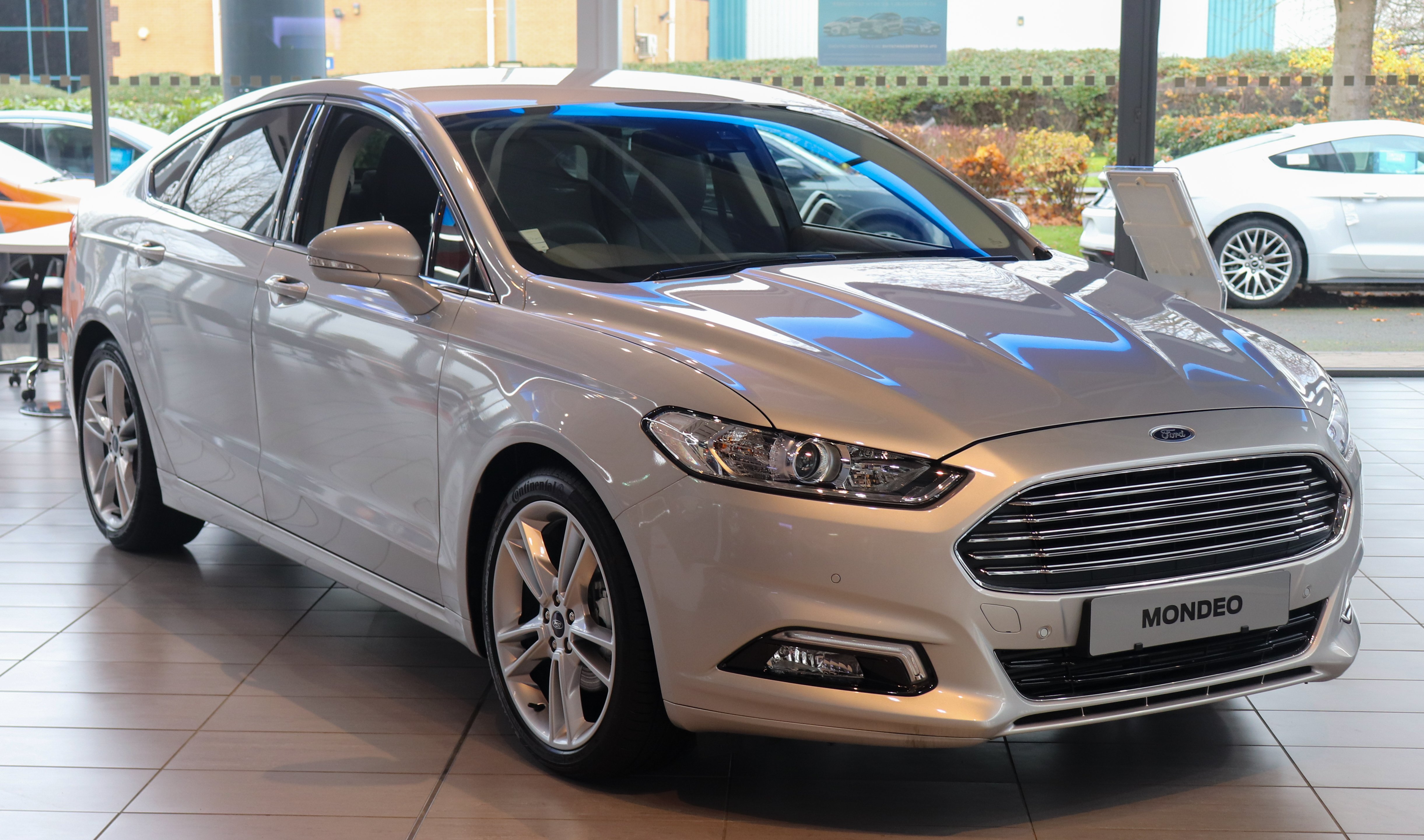
Ford Mondeo Titanium Edition TDCi facelift 2019

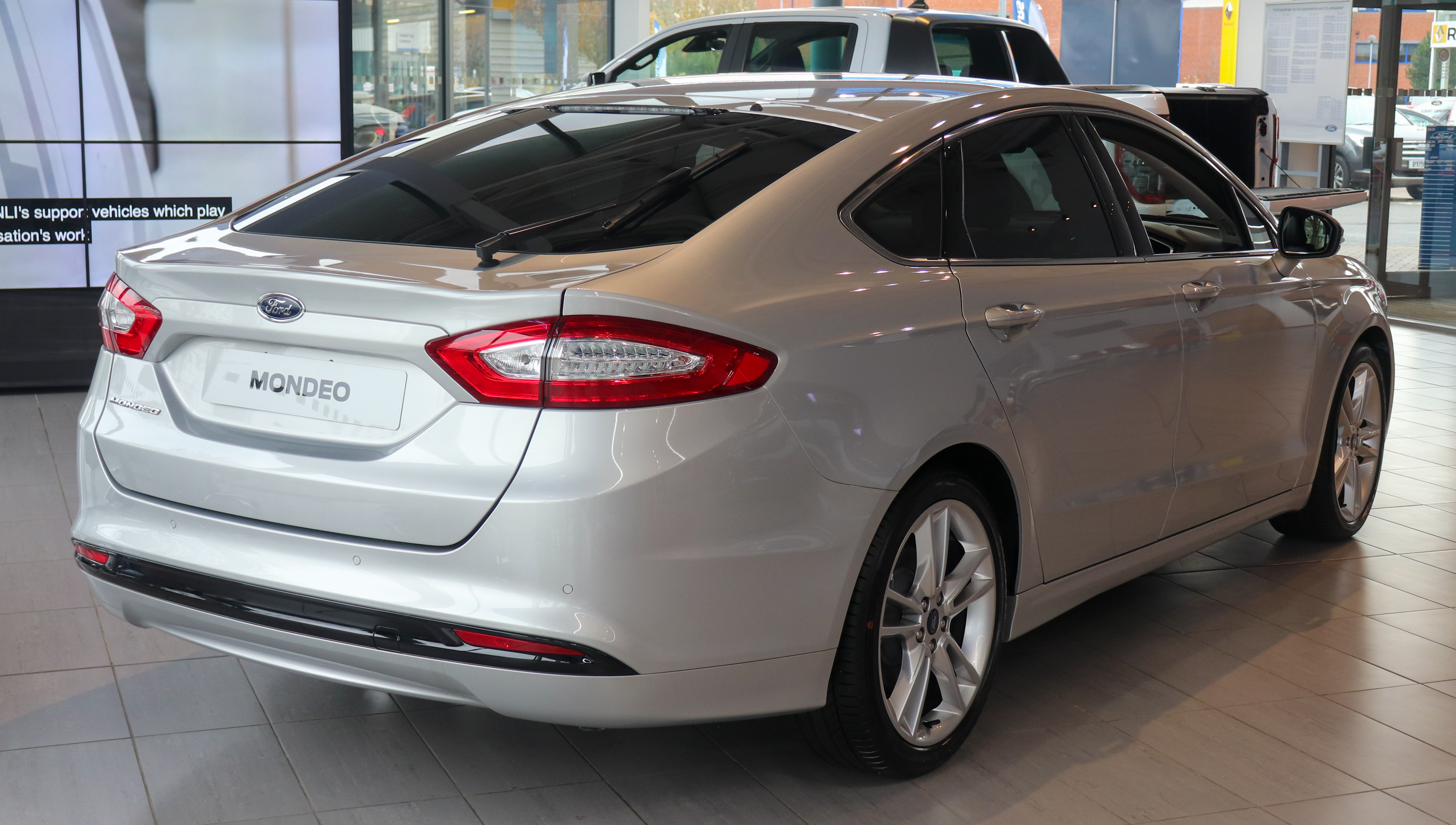
Ford Mondeo Titanium Edition TDCi facelift 2019

La quatrième génération de la Mondeo a été révélée au Salon international de l'automobile d'Amérique du Nord de 2012 en tant que jumelle de la Ford Fusion 2013. Le nouveau modèle reprend de nombreux éléments stylistiques du concept Ford Evos révélé en 2011 au Salon de l'automobile de Francfort et de la précédente génération de la Mondeo. De même que les nouvelles Focus et Fiesta (plates-formes globales C et B), la nouvelle Mondeo provient d'une plate-forme globale D4 partagée avec la nouvelle Ford Fusion qui est vendue aux États-Unis depuis fin 2012.
Un moteur hybride (187 ch), déjà utilisé sur la Ford Fusion US, sera disponible : alliance d'un 4 cylindres de 2 litres à cycle d'Atkinson et d’un moteur électrique alimenté par une batterie au lithium-ion, le moteur électrique pourra être utilisé seul jusqu'à 100 km/h. Une autre version, Energi, sera une déclinaison rechargeable sur prise secteur du modèle hybride.
Au Mondial de l'automobile de Paris 2012, Ford a confirmé les détails du produit et que le lancement serait retardé de mars à octobre 2013 pour régler des problèmes de qualité.
Ce lancement est à nouveau reporté jusqu'à fin 2014 en raison de la restructuration de Ford Europe et la fermeture des usines Ford de Genk (Belgique), Southampton et Dagenham (Angleterre).
La ligne haut de gamme Vignale a été présentée au Salon de l'automobile de Francfort de 2013 sous forme de concept-car avec une commercialisation au début de 2015. Elle coûte plus de 40 000 euros.
Existant en berline ou en break, elle entre en concurrence avec la Citroën C5, la Peugeot 508, la Renault Talisman, la Skoda Superb ou la Volkswagen Passat.
En 2019, la Mondeo IV est déclinée en version hybride sur ses deux versions. La version break en hybride sera lancée en 2019 avec un système hybride 2.0 140 ch doté d'une puissance de 187 ch. En janvier 2019, est présentée la version restylée de la Mondeo IV au Salon de Bruxelles : elle reçoit de nouveaux boucliers, une nouvelle calandre grillagée inspirée des Fiesta VII et Focus IV ainsi qu'une nouvelle signature lumineuse sur les feux arrière qui se dotent de la technologie LED et qui sont reliés par une barrette chromée.
Fin 2019, le bloc essence 1.5 EcoBoost est abandonné sur la Mondeo, il ne lui reste que le moteur 2.0L hybride et deux moteurs Diesel EcoBlue 150 et 190 ch au catalogue.
En raison de la baisse des ventes et d'une tendance croissante vers les SUV crossover au détriment des berlines et des breaks, Ford a annoncé en mars 2021 qu'il arrêterait la production de la Mondeo en Europe et en Argentine sans successeur direct,,. Fin 2021, les deux moteurs Diesel EcoBlue sont abandonnés sur la Mondeo, il ne reste que le moteur hybride au catalogue.
La production de la Ford Mondeo européenne prend fin en avril 2022.

### Motorisations
|                                       |                           | 1.0 EcoBoost                              | 1.5 EcoBoost                              | 1.5 EcoBoost                              | 2.0 EcoBoost                              | 2.0 EcoBoost                              | 2.0 Hybrid                                                                       |
| ------------------------------------- | ------------------------- | ----------------------------------------- | ----------------------------------------- | ----------------------------------------- | ----------------------------------------- | ----------------------------------------- | -------------------------------------------------------------------------------- |
| Disponibilité                         | Disponibilité             | 06/2015-07/2017                           | 12/2014–05/2018                           | 05/2018-09/2019                           | 06/2015-07/2017                           | 06/2015-07/2017                           | 06/2015-04/2022                                                                  |
| Caractéristiques                      |                           |                                           |                                           |                                           |                                           |                                           |                                                                                  |
| Type de moteur                        | Type de moteur            | L3 essence                                | L4 essence                                | L4 essence                                | L4 essence                                | L4 essence                                | L4 essence + électrique                                                          |
| Alimentation                          | Alimentation              | Turbocompressé, injection directe, Ti-VCT | Turbocompressé, injection directe, Ti-VCT | Turbocompressé, injection directe, Ti-VCT | Turbocompressé, injection directe, Ti-VCT | Turbocompressé, injection directe, Ti-VCT | Atmosphérique Cycle d'Atkinson, injection directe, Ti-VCT                        |
| Cylindrée                             | Cylindrée                 | 998 cm3                                   | 1 498 cm3                                 | 1 498 cm3                                 | 1 999 cm3                                 | 1 999 cm3                                 | 1 999 cm3                                                                        |
| Puissance maximale                    | Puissance maximale        | 92 kW (125 ch) à 6 000 tr/min             | 118 kW (160 ch) à 6 000 tr/min            | 121 kW (165 ch) à 6 000 tr/min            | 149 kW (203 ch) à 5 300 tr/min            | 177 kW (240 ch) à 5 400 tr/min            | 103 kW (140 ch) à 6 000 tr/min + moteur électrique (118 ch), 137 kW (187 ch) max |
| Couple maximal                        | Couple maximal            | 170 N m à 1 500–4 500 tr/min              | 240 N m à 1 500–4 500 tr/min              | 242 N m à 1 600–4 000 tr/min              | 345 N m à 2 700–3 500 tr/min              | 345 N m à 2 300–4 900 tr/min              | 173 N m à 4 000 tr/min                                                           |
| Transmission                          |                           |                                           |                                           |                                           |                                           |                                           |                                                                                  |
| Transmission, série                   | Transmission, série       | Traction                                  | Traction                                  | Traction                                  | Traction                                  | Traction                                  | Traction                                                                         |
| Boîte de vitesses, série              | Boîte de vitesses, série  | Manuelle 6 rapports                       | Manuelle 6 rapports                       | Manuelle 6 rapports                       | Automatique 6 rapports                    | Automatique 6 rapports                    | Automatique CVT                                                                  |
| Boîte de vitesses, option             | Boîte de vitesses, option | —                                         | Automatique 6 rapports                    | Automatique 6 rapports                    | —                                         | —                                         | —                                                                                |
| Mesures                               |                           |                                           |                                           |                                           |                                           |                                           |                                                                                  |
| Vitesse maximale                      | Berline                   | 200 km/h                                  | 222 km/h (214 km/h)                       | 214 km/h (209 km/h)                       | 232 km/h                                  | 240 km/h                                  | 187 km/h                                                                         |
| Vitesse maximale                      | Break                     | 195 km/h                                  | 217 km/h (209 km/h)                       | 212 km/h (207 km/h)                       | 227 km/h                                  | 235 km/h                                  | 187 km/h (02/2019)                                                               |
| Accélération 0–100 km/h               | Berline                   | 12,0 s                                    | 9,2 s (9,1 s)                             | 10,3 s (11,1 s)                           | 8,7 s                                     | 7,9 s                                     | 9,2 s                                                                            |
| Accélération 0–100 km/h               | Break                     | 12,1 s                                    | 9,3 s (9,2 s)                             | 10,4 s (11,2 s)                           | 8,8 s                                     | 8,0 s                                     | 9,4 s (09/2019)                                                                  |
| Consommation par 100 km (cycle mixte) | Berline                   | 5,2 l, SP95                               | 5,8 l (6,3 l), SP95                       | 6,3–6,6 l SP95 (7,3–7,4 l SP95)           | 7,3 l, SP95                               | 7,3 l, SP95                               | 4,2 l, SP95                                                                      |
| Consommation par 100 km (cycle mixte) | Break                     | 5,2 l, SP95                               | 5,9 l (6,5 l), SP95                       | 6,4–6,6 l Super (7,5–7,6 l Super)         | 7,5 l, SP95                               | 7,5 l, SP95                               | 4,4–5,0 l SP95 (02/2019)                                                         |
| Émissions de CO2 (cycle mixte)        | Berline                   | 119 g/km                                  | 134 g/km (146 g/km)                       | 144–150 g/km (163–167 g/km)               | 169 g/km                                  | 169 g/km                                  | 99 g/km                                                                          |
| Émissions de CO2 (cycle mixte)        | Break                     | 120 g/km                                  | 137 g/km (152 g/km)                       | 145–152 g/km (168–172 g/km)               | 174 g/km                                  | 174 g/km                                  | 101–113 g/km (02/2019)                                                           |
| Norme d'émission                      | Norme d'émission          | Euro 6                                    | Euro 6                                    | Euro 6d-TEMP                              | Euro 6                                    | Euro 6                                    | Euro 6 (depuis 02/2019: Euro 6d-TEMP)                                            |
| Capacité du réservoir                 | Capacité du réservoir     | 62,5 litres                               | 62,5 litres                               | 62,5 litres                               | 62,5 litres                               | 62,5 litres                               | 53 litres                                                                        |

|                                       |                           | 1.5 TDCi                                                        | 2.0 EcoBlue                                                     | 2.0 EcoBlue                                                     | 2.0 EcoBlue                                                     | 2.0 TDCi                                                        | 2.0 TDCi                                                        | 2.0 TDCi                                      |
| ------------------------------------- | ------------------------- | --------------------------------------------------------------- | --------------------------------------------------------------- | --------------------------------------------------------------- | --------------------------------------------------------------- | --------------------------------------------------------------- | --------------------------------------------------------------- | --------------------------------------------- |
| Disponibilité                         | Disponibilité             | 06/2015-05/2018                                                 | 02/2019-10/2019                                                 | 02/2019-10/2021                                                 | 02/2019-10/2021                                                 | 05/2015–02/2019                                                 | 05/2015–02/2019                                                 | 05/2015–05/2018                               |
| Caractéristiques                      |                           |                                                                 |                                                                 |                                                                 |                                                                 |                                                                 |                                                                 |                                               |
| Type de moteur                        | Type de moteur            | L4 diesel                                                       | L4 diesel                                                       | L4 diesel                                                       | L4 diesel                                                       | L4 diesel                                                       | L4 diesel                                                       | L4 diesel                                     |
| Alimentation                          | Alimentation              | Turbo à géométrie variable et injection directe à rampe commune | Turbo à géométrie variable et injection directe à rampe commune | Turbo à géométrie variable et injection directe à rampe commune | Turbo à géométrie variable et injection directe à rampe commune | Turbo à géométrie variable et injection directe à rampe commune | Turbo à géométrie variable et injection directe à rampe commune | Bi-turbo et injection directe à rampe commune |
| Cylindrée                             | Cylindrée                 | 1 499 cm3                                                       | 1 995 cm3                                                       | 1 995 cm3                                                       | 1 995 cm3                                                       | 1 997 cm3                                                       | 1 997 cm3                                                       | 1 997 cm3                                     |
| Puissance maximale                    | Puissance maximale        | 88 kW (120 ch) à 3 600 tr/min                                   | 88 kW (120 ch) à 3 500 tr/min                                   | 110 kW (150 ch) à 3 500 tr/min                                  | 140 kW (190 ch) à 3 500 tr/min                                  | 110 kW (150 ch) à 3 500 tr/min                                  | 132 kW (180 ch) à 3 500 tr/min                                  | 154 kW (210 ch) à 3 750 tr/min                |
| Couple maximal                        | Couple maximal            | 270 N m à 1 750–2 500 tr/min                                    | 340 N m à 1 750–2 250 tr/min                                    | 370 N m à 2 000–2 500 tr/min                                    | 400 N m à 2 000–3 000 tr/min                                    | 350 N m à 2 000–2 500 tr/min                                    | 400 N m à 2 000–2 500 tr/min                                    | 450 N m à 2 000–2 500 tr/min                  |
| Transmission                          |                           |                                                                 |                                                                 |                                                                 |                                                                 |                                                                 |                                                                 |                                               |
| Transmission, série                   | Transmission, série       | Traction                                                        | Traction                                                        | Traction                                                        | Traction                                                        | Traction                                                        | Traction                                                        | Traction                                      |
| Transmission, option                  | Transmission, option      | —                                                               | —                                                               | —                                                               | [Intégrale]                                                     | [Intégrale]                                                     | [Intégrale]                                                     | —                                             |
| Boîte de vitesses, série              | Boîte de vitesses, série  | Manuelle 6 rapports                                             | Manuelle 6 rapports                                             | Manuelle 6 rapports                                             | Automatique 8 rapports                                          | Manuelle 6 rapports                                             | Manuelle 6 rapports                                             | PowerShift 6 rapports                         |
| Boîte de vitesses, option             | Boîte de vitesses, option | —                                                               | —                                                               | (Automatique 8 rapports)                                        | —                                                               | (PowerShift 6 rapports)                                         | (PowerShift 6 rapports)                                         | —                                             |
| Mesures                               |                           |                                                                 |                                                                 |                                                                 |                                                                 |                                                                 |                                                                 |                                               |
| Vitesse maximale                      | Berline                   | 192 km/h                                                        | 197 km/h                                                        | 215 km/h (211 km/h)                                             | 223 km/h [221 km/h]                                             | 215 km/h (213 km/h) [215 km/h]                                  | 225 km/h (223 km/h) [225 km/h]                                  | 233 km/h                                      |
| Vitesse maximale                      | Break                     | 187 km/h                                                        | 193 km/h                                                        | 210 km/h (206 km/h)                                             | 218 km/h [216 km/h]                                             | 210 km/h (208 km/h) [210 km/h]                                  | 220 km/h (218 km/h) [220 km/h]                                  | 228 km/h                                      |
| Accélération 0–100 km/h               | Berline                   | 11,5 s                                                          | 12,5 s                                                          | 10,6 s (10,8 s)                                                 | 9,8 s [9,9 s]                                                   | 9,3 s (9,9 s) [10,2 s]                                          | 8,3 s (8,6 s) [9,3 s]                                           | 7,9 s                                         |
| Accélération 0–100 km/h               | Break                     | 11,7 s                                                          | 12,6 s                                                          | 10,7 s (10,9 s)                                                 | 9,9 s [10,0 s]                                                  | 9,4 s (10,0 s) [10,5 s]                                         | 8,4 s (8,7 s) [9,5 s]                                           | 8,1 s                                         |
| Consommation par 100 km (cycle mixte) | Berline                   | 4,0 l, diesel                                                   | 4,5–4,8 l Diesel                                                | 4,5–4,8 l Diesel (4,9–5,0 l Diesel)                             | 4,9–5,1 l Diesel [5,3–5,5 l Diesel]                             | 4,4 l (4,6 l) [4,8 l], diesel                                   | 4,4 l (4,6 l) [5,2 l], diesel                                   | 4,8 l, diesel                                 |
| Consommation par 100 km (cycle mixte) | Break                     | 4,1 l, diesel                                                   | 4,9 l Diesel                                                    | 4,9 l Diesel (5,3 l Diesel)                                     | 5,0 l Diesel                                                    | 4,5 l (4,8 l) [4,9 l], diesel                                   | 4,5 l (4,8 l) [5,3 l], diesel                                   | 5,0 l, diesel                                 |
| Émissions de CO2 (cycle mixte)        | Berline                   | 104 g/km                                                        | 117–123 g/km                                                    | 118–123 g/km (130–132 g/km)                                     | 130–133 g/km [138–142 gg/km]                                    | 115 g/km (120 g/km) [124 g/km]                                  | 115 g/km (120 g/km) [134 g/km]                                  | 124 g/km                                      |
| Émissions de CO2 (cycle mixte)        | Break                     | 107 g/km                                                        | 121–127 g/km                                                    | 121–127 g/km (134–137 g/km)                                     | 134–137 g/km [141–144 g/km]                                     | 117 g/km (123 g/km) [127 g/km]                                  | 117 g/km (123 g/km) [137 g/km]                                  | 129 g/km                                      |
| Norme d'émission                      | Norme d'émission          | Euro 6                                                          | Euro 6d-TEMP                                                    | Euro 6d-TEMP                                                    | Euro 6d-TEMP                                                    | Euro 6                                                          | Euro 6                                                          | Euro 6                                        |
| Capacité du réservoir                 | Capacité du réservoir     | 62,5 litres                                                     | 62,5 litres                                                     | 62,5 litres                                                     | 62,5 litres                                                     | 62,5 litres                                                     | 62,5 litres                                                     | 62,5 litres                                   |

### Finitions
- Trend
- Business
- Titanium
- Executive

#### Séries spéciales
- ST-Line
- Vignale

## Mondeo V (2022 - )
La Mondeo V est présentée en Chine, pays où elle est destinée. Elle est également vendue dans les pays du golfe sous le nom de Ford Taurus.

## Notoriété
| Le graphique qui aurait dû être présenté ici ne peut pas être affiché car il utilise l'ancienne extension Graph, désactivée pour des questions de sécurité. Des indications pour créer un nouveau graphique avec la nouvelle extension Chart sont disponibles ici . |
| Source carsalesbase.com |